# 星・星座に関する方言

星・星座に関する方言（ほしせいざにかんするほうげん）では、日本各地の方言による星・星座・アステリズムの呼称を記述する。地域によっては、同じ方言が別の星を表すことがある。
なお、アイヌ民族が用いるアイヌ語は日本語の方言ではなく別の言語であるが、特別にこの項目で取り扱うものとする。

## さそり座

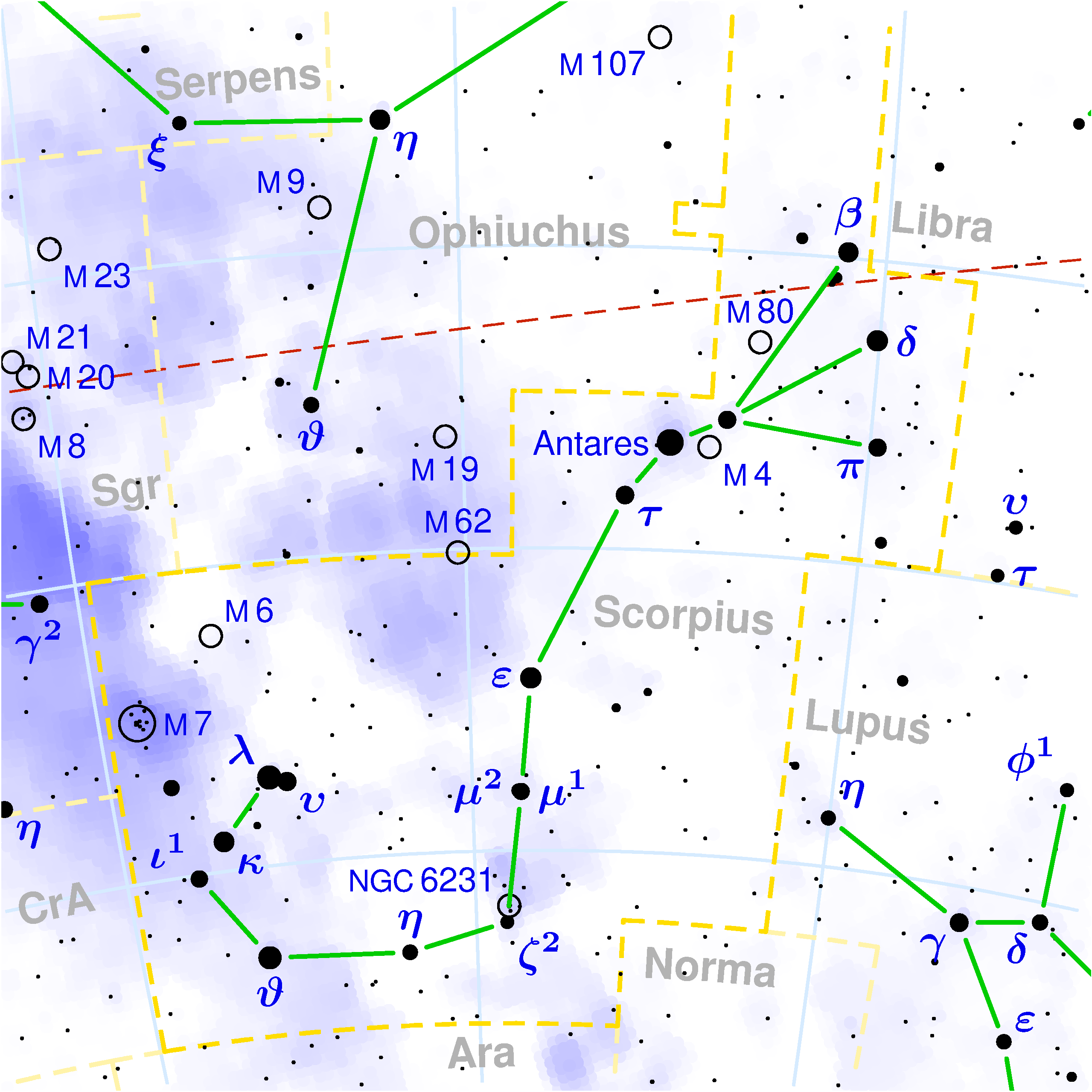
星図：さそり座

さそり座
ヤナギボシ（広島）、ウオツリボシ（広島・香川）、タイツリボシ（広島）、リョーボシ（広島）、ツリボシ（石川）、フクスーバイ（フクスー魚の針。喜界島）、イユチーャブシ（魚釣り星。沖縄）、ヤキナマギー（焼野の釣針。沖縄）
ヤキナマギー（焼野の曲り針。沖縄）
フスクーバイ（フスクー魚の針。喜界島）
アンタレス
粟いないさん（長崎）
アカボシ（愛媛・長野・静岡）、南ノアカボシ（群馬）、豊年星ホーネンボシ（佐賀・香川）、酒酔い星（大分・山口）、サケカイボシ・サケウリボシ（福岡・大分）、ムギボシ（瀬戸内の島々）
σ星 - アンタレス - τ星　主星とその両脇の星（主星を中心として荷われた籠や天秤棒を連想するものが多い）
籠かつぎ星（島根）、カゴカタギボシ（東京）、カゴカタギ（山口）、オカゴボシ（静岡）、カゴカツギボシ（茨城）、ヨメイリボシ（茨城）、カゴニナイ（愛媛）、アキンドボシ（愛媛・広島・高知・山口・静岡県・千葉）、アキナイボシ（山口・広島・愛媛・静岡）、ショーバイボシ（愛媛）、樽担ぎ星（島根）、荷担ぎ星（静岡）、天秤棒星（広島・静岡）、棒手星（静岡・千葉）、オーコ星（岡山・大分）、オーコブシ（奄美大島）、オヤカツギボシ・オヤニナイボシ（静岡）、オヤイナイボッサン（愛知）、カゴカツギ（広島）
粟荷い星・アワニナイ・アワニャコメニャ・アワイナイ・稲荷い星イネイナイボシ（アワニャコメニャはシグマ・タウの一方を粟、他方を米と見る。熊本）、アワイニャドン（熊本）、アワイネボシ（鹿児島）
サバウリボシ（愛媛）、サバウリサマ・ソバウリサマ（岡山）、サバウリ（徳島）、サバカタギ（岡山）、サバウリ・サヴリ・サバウリボシ・ボニサバウリノホッサン（ボニは盆。香川）、サバンナイ（岡山）、塩売り星（和歌山）
サバイナイ（岡山）、キョウダイボシ（天草）
テルハンニ（かごかつぎの意。喜界島）
μ1星 - μ2星もしくはζ1星 - ζ2星
スモトリボシ（島根・愛媛・広島・山口・静岡・和歌山）、オナガワボシ（力士小野川に因む。静岡）、ソガボシ（曽我兄弟に因む。静岡）、オッカケボシ（広島）、四十グレ（兵庫）、唐臼星カラスボシ・ムギタタキボシ（広島）
脚布奪い星キャフバイボシ（愛媛：天の川で行水した二人の女神が一枚の下着を奪い合う伝承より）、フンドシバイボシ（香川）
ω1星 - ω2星
スモウトリボシ（静岡）
λ星-υ星
カラース（唐臼の意。岡山。コメツキボシとも）、コメツキとムギツキ（岡山）
兄弟星オトデーボシ（岡山：鬼婆に追われて木に登った兄弟の伝承より）、兄弟星オトドイボシ（岡山・香川・島根）、兄弟星キョウダイボシ（奈良）、女夫星ミョートボシ（静岡）、五郎十郎ゴロージューロー（静岡）、オトデーボシ（広島。アキンドボシのあとと先にあり、野尻抱影はμ1星 - μ2星とω1星 - ω2星か、λ星 - υ星とω1星 - ω2星のいずれかと推定）
ニボシ・フタツボシ・ガニノメ（静岡）、ネコノメ（静岡・愛媛）、リョウガン（両眼。香川）、リョウガンボシ（愛媛）

## ベガ（こと座）とアルタイル（わし座）
ベガ・アルタイル（それぞれ別名を持つもの）
メンタナバタ-オンタナバタまたはメンタナ-オンタナ（香川・山口）
オッタノタナバタ-メッタノタナバタ（富山）
サキタナ-アトタナ（愛媛）
ニシタナバタ-ヒガシタナバタまたは「天神さまのご両親」（福井）
オキノタナバタ-ナダノタナバタ（京都）
ベガ - アルタイル（名前を共有するもの）
タナバタ、女夫星ミョートボシ、フタツボシ、天の川アマノカワ（千葉）、天の川星アメンクラブシ・メオトボシ（奄美大島）
ウヤキプシィ（八重山群島）
『日本の星』94～97・278頁、『星座手帖』122頁、128頁

## こと座

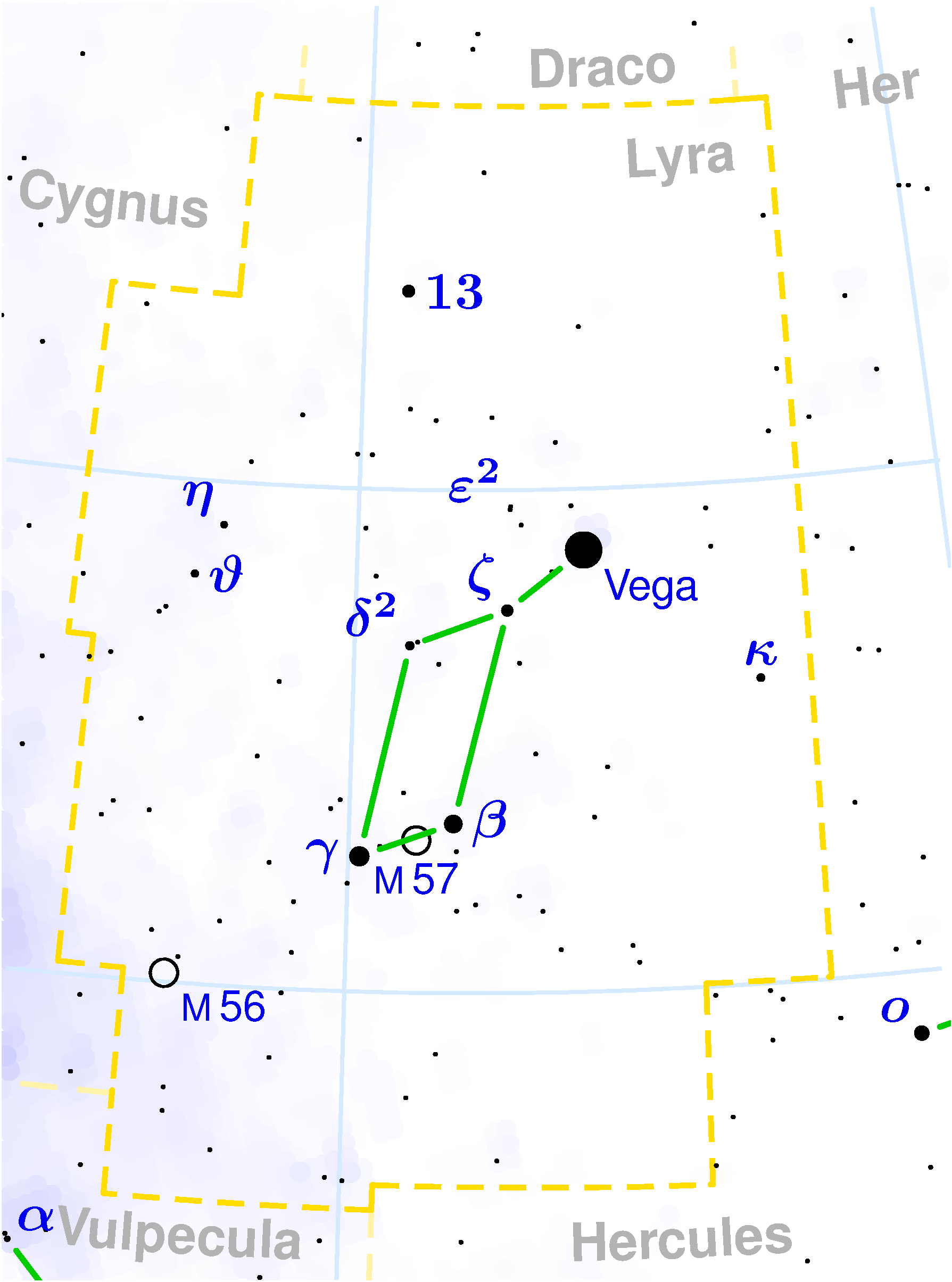
星図：こと座

ベガ
マラフトノカ、マラプト・ノカ、マラット・ノカ、マラットノカ・ノチウ（常世の国からの客人（まろうど）である熊の形の星の意。アイヌ）、マラットサバ・ノチウ（熊の頭の星の意。アイヌ）野尻抱影はベガ - ε星 - ζ星の正三角形を熊の頭と見たものかと推定している。
β星 - γ星 - δ星 - ζ星
ウリバタケ・ウリキリマナイタ（香川）、タナバタのオコゲ（オコゲは麻小笥で、麻をつむいで入れる桶。熊本）
ε星 - ζ星
タナバタサマのコドモ（地域不明）
『日本の星』98～99・289～290頁、『星座手帖』122頁

## わし座

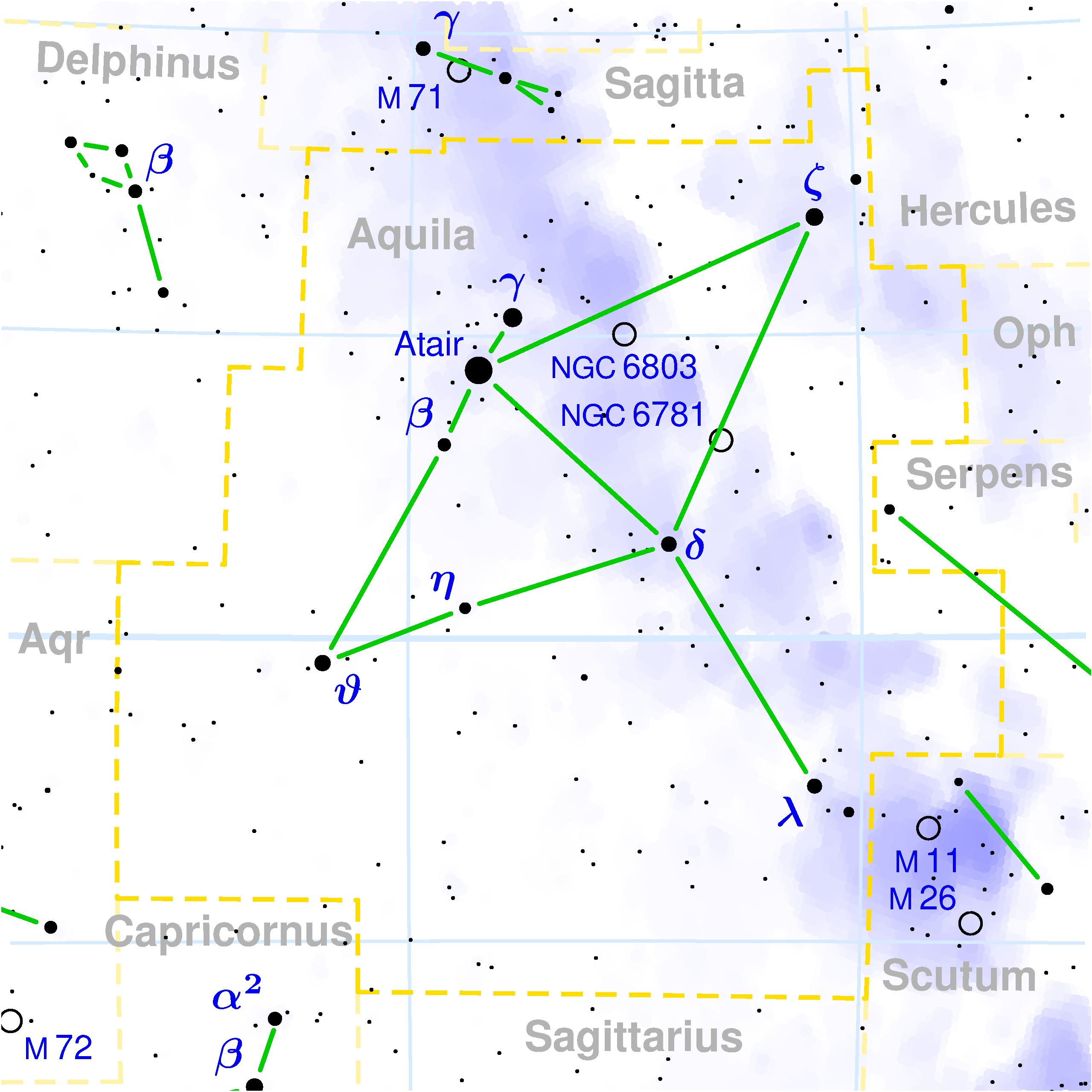
星図：わし座

アルタイル
チクサグル（吾々が船で渡す人の意。アイヌ）
β星 - γ星
ウシカイのオトモ（熊本）
β星 - アルタイル - γ星
インコドン（鹿児島）、インカイボシ（福岡）、イヌヒキドン・イヌヒキボシサン・インカイサン（熊本）、ママクヮブシ（まま子星。沖縄）
オヤニナイ（群馬）
カセボシ（愛媛）
ウナルベクサ・ノチウ（お婆さんを渡す星の意。アイヌ）アルタイルを老婆（実は天神）、β星を怠け者の兄、γ星を働き者の弟と見る。
『日本の星』100～103・214～215・219～220・290～291頁、『星座手帖』128頁

## はくちょう座

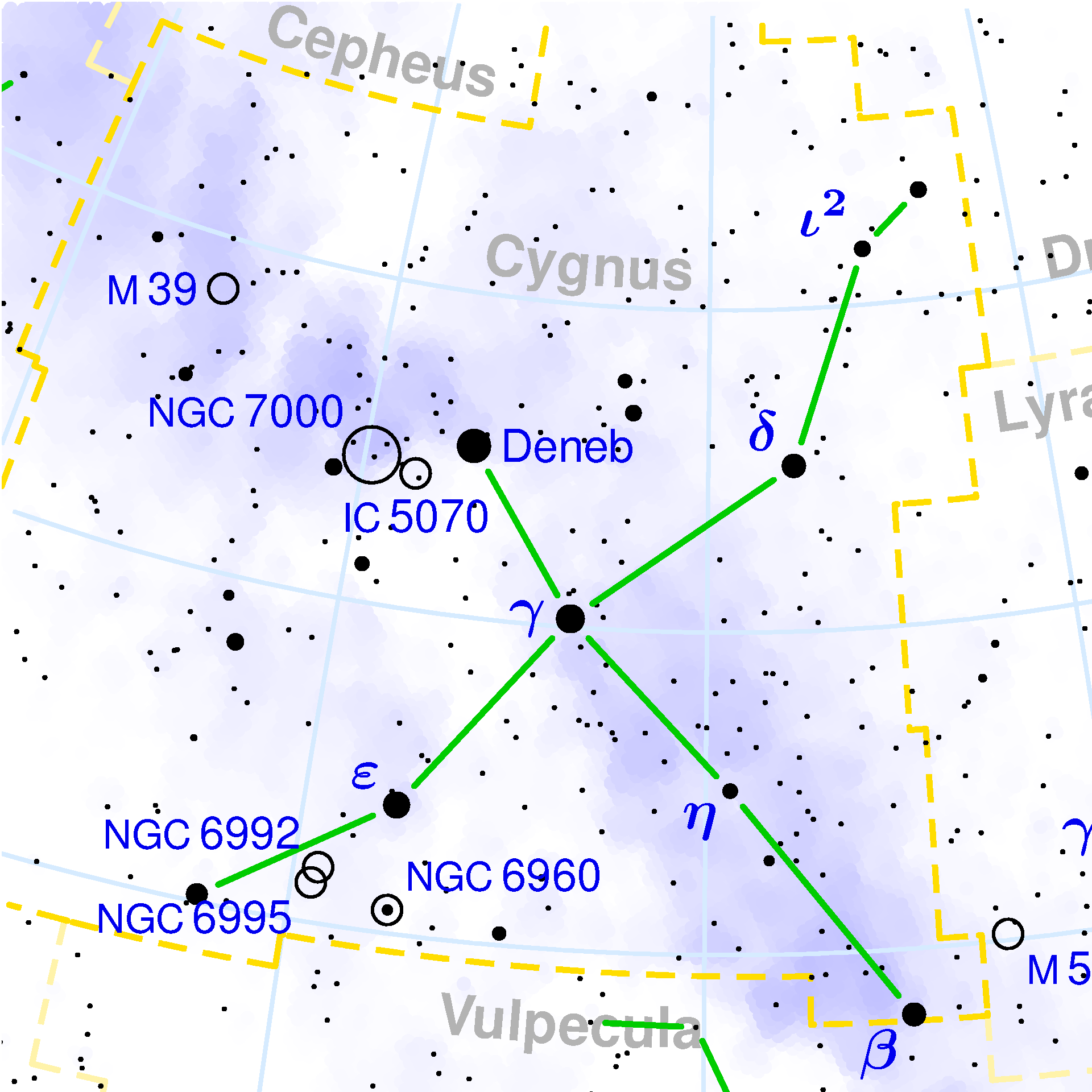
星図：はくちょう座

はくちょう座
ジュウモンジサマ（京都：野尻抱影推定による）
ツクバノカサボシ（茨城）
デネブ
アトタナバタ（福井）
古七夕フルタナバタ（京都）、ヘタノタナバタ（京都）、タナバタノアトボシ（京都）、アマノガワボシ（岐阜）、アマノカワボシ（京都）
『日本の星』95～96・104～106頁、『星座手帖』135頁

## おおぐま座

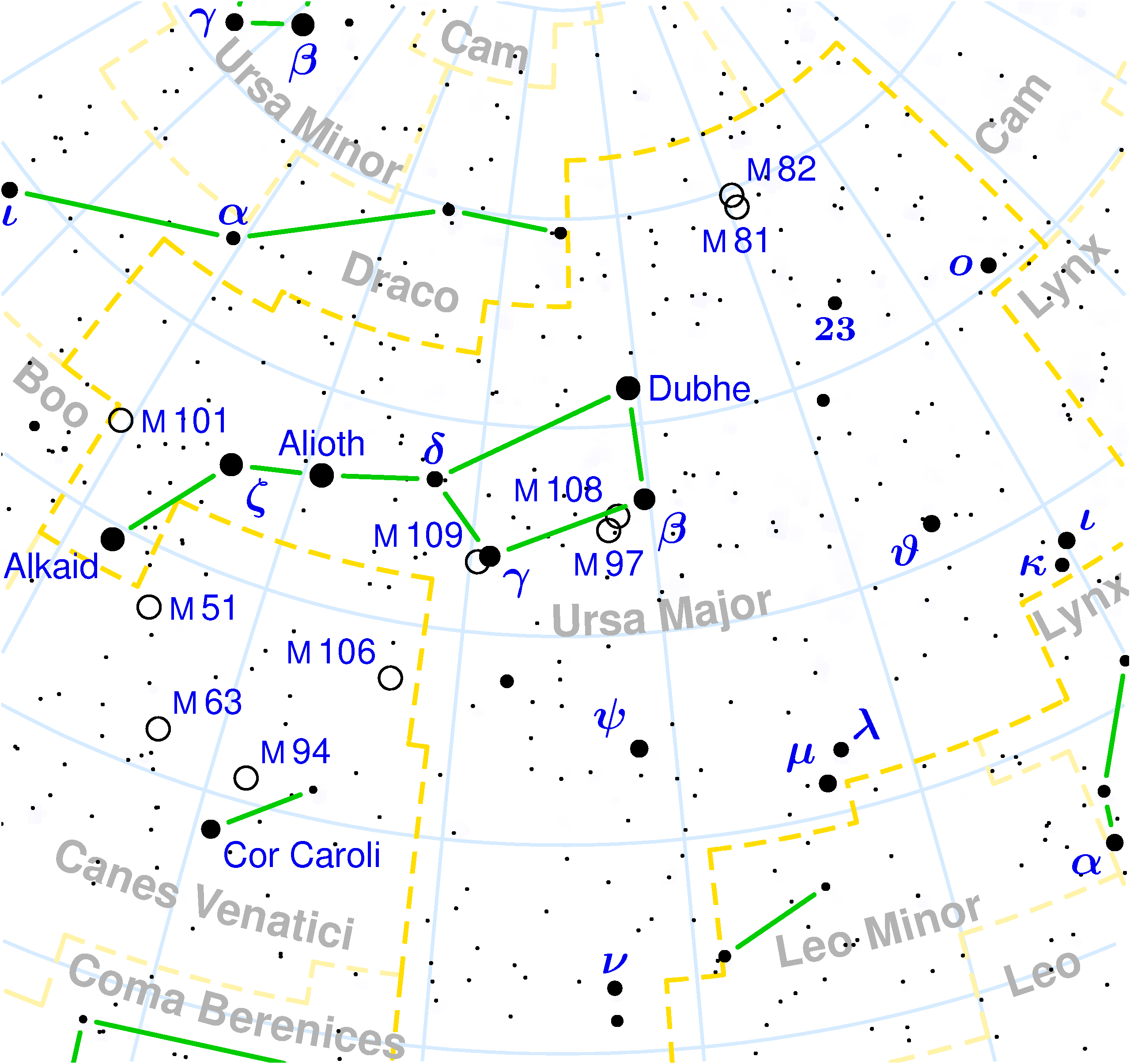
星図：おおぐま座

北斗七星
ナナツボシ（青森・岩手からほとんど全国）、ナナトゥブシ（奄美群島）、ナナチンブシ・チンナナチ（八重山群島）、ナナボシ（静岡）、北のナナツボシ（静岡・青森・隠岐）、ヒチジョーサマ（七星様。群馬）、ヒチジョーケンサマ（七星剣様。群馬）、四三の星シソウノホシ（サイコロの4と3の目の連想）・シソウボシ・シソボシ（愛媛・広島・山口・高知・和歌山・三重・静岡・茨城・千葉・神奈川）、サンボシシソウ（静岡）、シソウ七つ（兵庫・隠岐）、シソウ七つに星八つ（山口・広島）、シソウヤライのナナツボシ・シソウナライノホシ（瀬戸内海の島）
七曜の星・七曜星ヒチヨウノホシ・ヒチヨノホシ・シチョ（ー）セイ・ヒチョボシ・ヒチョノホシ（茨城・群馬・静岡・長野・岐阜・山形・岩手・青森・北海道・福岡・秋田）、ヒソウノホシ（伊豆新島）、ナナタイボシ（京都）、七曜の星ナナヨノホシ（宮城）、七夜ヒチヨ（静岡）、ナナヨノホシ（静岡）、オナナヨサマ（愛知）、ナナヨセボシ（茨城）
柄杓星ヒシャクボシ・ヒシャクノホシ・シャクノエボシ（静岡、大分など二十数県）、シャクシボシ（山口）、シャモジボシ（愛知）、トッテボシ（岩手）、マスボシ（秋田・青森・福井）、サカマスボシ（鹿児島・種子島）、サカマイドン・サカマシ（鹿児島）、鍵星カギボシ（群馬・福井・佐渡・広島）、クラカギ（静岡）、ツルカケボシ（佐渡）、カドヤボシ・シソーナライノホシ（香川）、風車星カジマヤーブシ（沖縄）、針刺星ハリサシボシ・ハリコシボシ（兵庫）、タノクサボシ（広島）
舵星カジボシ（瀬戸内海・広島・福井・岡山・愛媛・静岡・富山・石川・佐渡・宮城）、カイジボシ（福井）、カタキボシ（広島）、北ノ大カジ（石川）、北のカジボシ（富山）
剣星ケンボシ・七剣星ヒチケンボシ・七星（の）剣ヒチジョー（ノ）ケン（群馬）、四三の剣シソノケン・チソノケン（瀬戸内の島々）、ハグンサマ（岡山の前島）
ダエガラボシ（周防大島）
ニーヌファヌ・カジブシ（子の方の舵星。沖縄）
ハゴイタボシ（京都）
サンコウ（オリオン座の三ツ星）を呑む星（東北太平洋沿岸）
アブラマス（佐賀）
ナナツブシ・ナナチンブシ（沖縄）、ニシナナチンブシ（ニシは北の意。八重山群島）
ナナツブシ（奄美大島）、ナナトゥブシ（喜界島）
エサマン・ノチウ（カワウソ神の星の意。アイヌ）
チヌカルコロ（われわれが見る者の意。アイヌ）
γ星 - δ星 - ε星 - ζ星 - η星
船星フナボシ（島根・広島・大分）、フナガタボシ（京都）、フネボシ・フニブシ・ウフナブシ・フナーブシ（八重山群島）
η星
剣先星ケンサキボシ（諸地方）、ケンザキボシ（愛媛）、破軍の星ハグンノホシ（諸地方）、ハグリボシ（宮崎）、ハクウンセイ（和歌山）、ハグセノホシ（奈良県）、イクサボシ（熊本）
アルコル
寿命星ジュミョウボシ（広島の倉橋島）
α星 - β星 - γ星 - δ星
タロミボシ・タロウミボシ（奈良）
『日本の星』17～44・50・129・132・186・205・239・272～275・283・288～289頁、『星座手帖』33～34頁、『歴史と民俗・アイヌ』153頁

## こぐま座

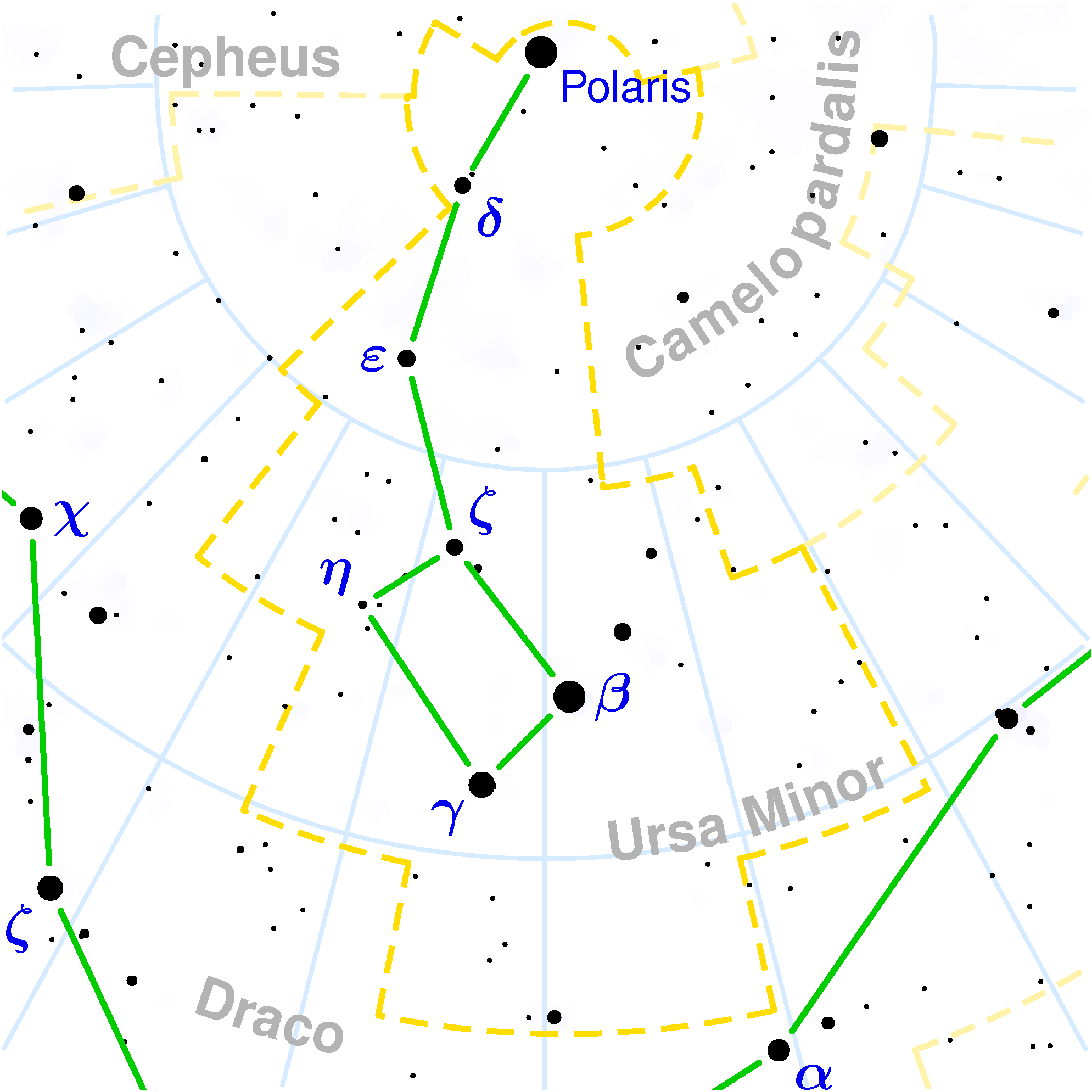
星図：こぐま座

こぐま座
カジボシサン（京都）、コヒチヨウ（静岡）
ポラリス（現在の北極星）
北辰様ホクシンサマ・北辰妙見ホクシンミョウケン・北辰菩薩ホクシンボサツ（静岡）、妙見星ミョウケンボシ（静岡・長野・青森・佐渡・広島・大分）、北星ホクセイ（青森）
ヒトツボシ（青森・岩手・福島から福岡・鹿児島まで諸地方）、ヒトツ（千葉）、キタノヒトツボシ（青森・群馬・千葉・静岡・三重・和歌山・鹿児島・隠岐）、キタニヒトツボシ（鹿児島）、キタノイッチョボシ（長崎）、キタノイッテン（青森）、一ノホシ（茨城）、キタノホシ・キタボシ（大分、青森・福島・静岡・愛知から鹿児島でも）、キタノミョウジョウ・キタノミョウジン・ミョウジョウ（地域不明）、キタノオオボシ・オオボシ（静岡）、心星シンボシ（静岡・愛知・福井・青森）、目当て星メアテボシ（静岡・式根島・丹波・青森・岩手・八丈島）、シンボウ（島根）、メジルシボシ（富山）、ホウガクボシ（福井）、ネノホシ・ネボシ・ネノホウノホシ・キタノネノホシ（北海道から奄美・琉球まで）、ネノフシ・ネヌホーブシ・ニヌファヌフシ（南島）、ニノホノホシ（福井）、スワイドン（鹿児島）
ネノフシ・ニーヌフシ・ニーヌファヌブシ・ニーヌファブシ・ネノハプシ（子の星、子の方の星の意。沖縄）、ビロールブシ（居すわり星の意。八重山群島）、ニヌファノプスガマ（プスガマは「星小」。宮古島）
ネノホウブシ（奄美群島）
チヌカラグル、チヌカルカムイ、チヌカラクル・ノチウ（吾々が見る神の星の意。アイヌ）
チヌカルコロ（人の名。十勝高島のアイヌ）
β星
二ノホシ（茨城）
γ星
三ノホシ（茨城）
β星 - γ星
ヤロボシ（福井）、ヤライボシ（広島・愛媛・高知・千葉）、ヤレー（宮城）、ヤライノホシ・ジャロッボシ（岩手）、ヤエノホシ・ヤヨイボシ（鹿児島）、番の星（静岡）、ニノホシ（静岡）、フタツボシ（広島）、小さい二ボシ（静岡）
β星 - γ星 - りゅう座κ星
キタノヒトツボシの剣（隠岐）
『日本の星』109～126・158・272～276・283・287～288頁、『星座手帖』39頁、『歴史と民俗・アイヌ』153頁

## いて座

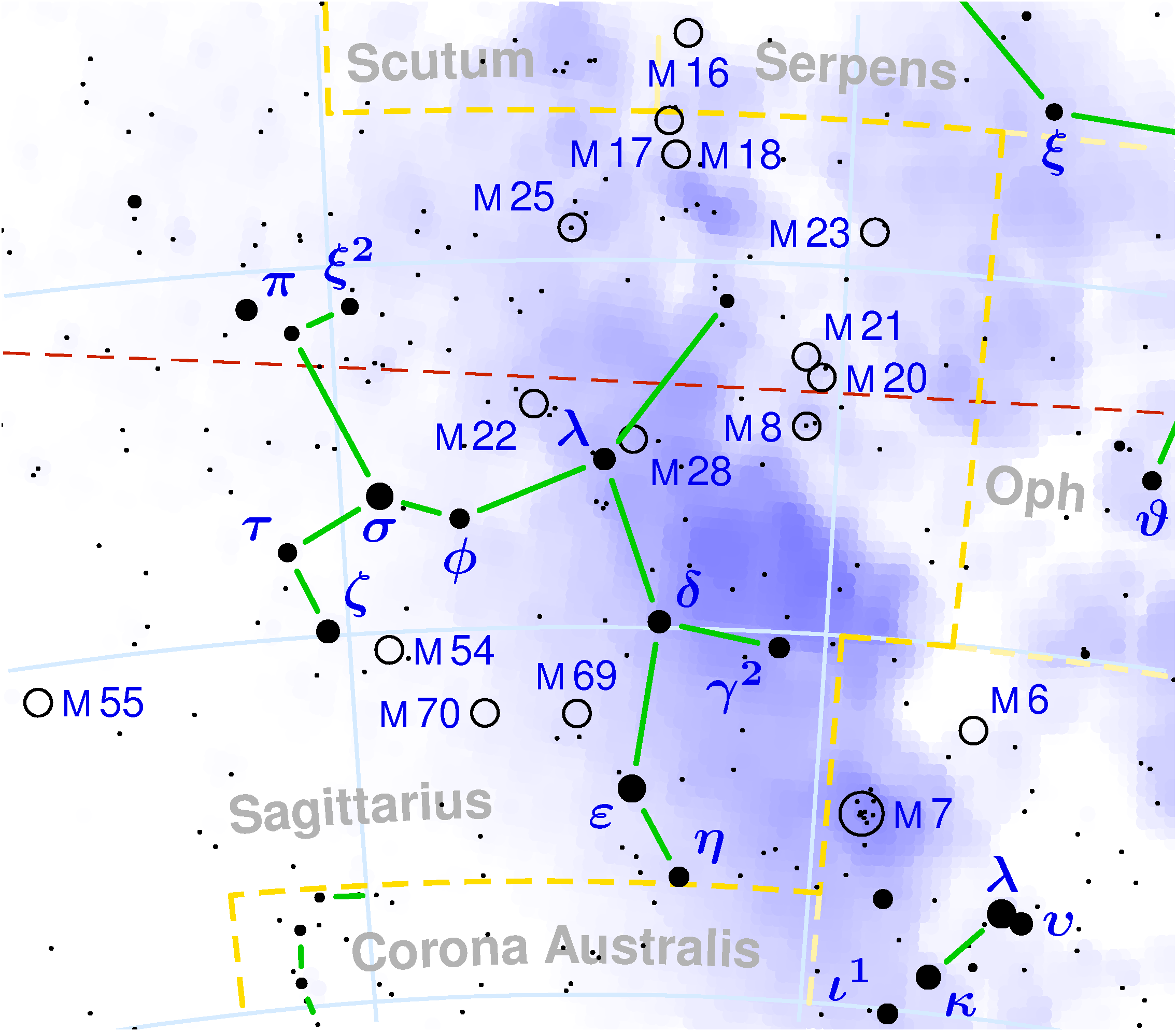
星図：いて座

中国では古来より、いて座のζ-τ-σ-φ-λ-μ の6星の並びを南斗六星と呼んでいた。これは二十八宿の斗宿に当たる。このヒシャク柄の部分を除いた四角形を箕星ミボシと呼ぶ地方がある。中国ではγ-δ-ε-ηの四角形を箕宿と呼び、江戸時代の箕宿の訳名もミボシであった。しかしこの訳名は広く行われずに終わったので、野尻抱影は日本の農村のミボシは日本独自の名であろうと推測している。草下英明もミボシは日本独自の名とするが、箕宿の4星に当たるとしている。また石川県宝立町で北斗七星をキタノ大舵、南斗六星をミナミノ小舵と呼ぶ方言がある。
南斗六星（ζ星 - τ星 - σ星 - φ星 - λ星 - μ星）
南ノ小舵ミナミノコカジ（石川）、南のカジボシ（富山）、カジブシ（沖縄）、四三シソウ（静岡）
パイナナチンブシ（南の七つ星の意。宮良当壮推定。八重山群島）
ζ星 - τ星 - σ星 - φ星もしくはγ2星 - δ星 - ε星 - η星
箕星ミボシ（島根・広島・香川・岡山・奈良・和歌山・静岡）、ミイボシ（必ずしも南斗でない。大分・兵庫）、フジミボシ（広島）、タカミボシ（和歌山）、テミボシ（からす座とも思われる。福岡）、長崎箕ナガサキミ（山口）、四星シボシ（静岡）
『日本の星』127～132・269・273～274頁、『星座手帖』115頁

## いるか座

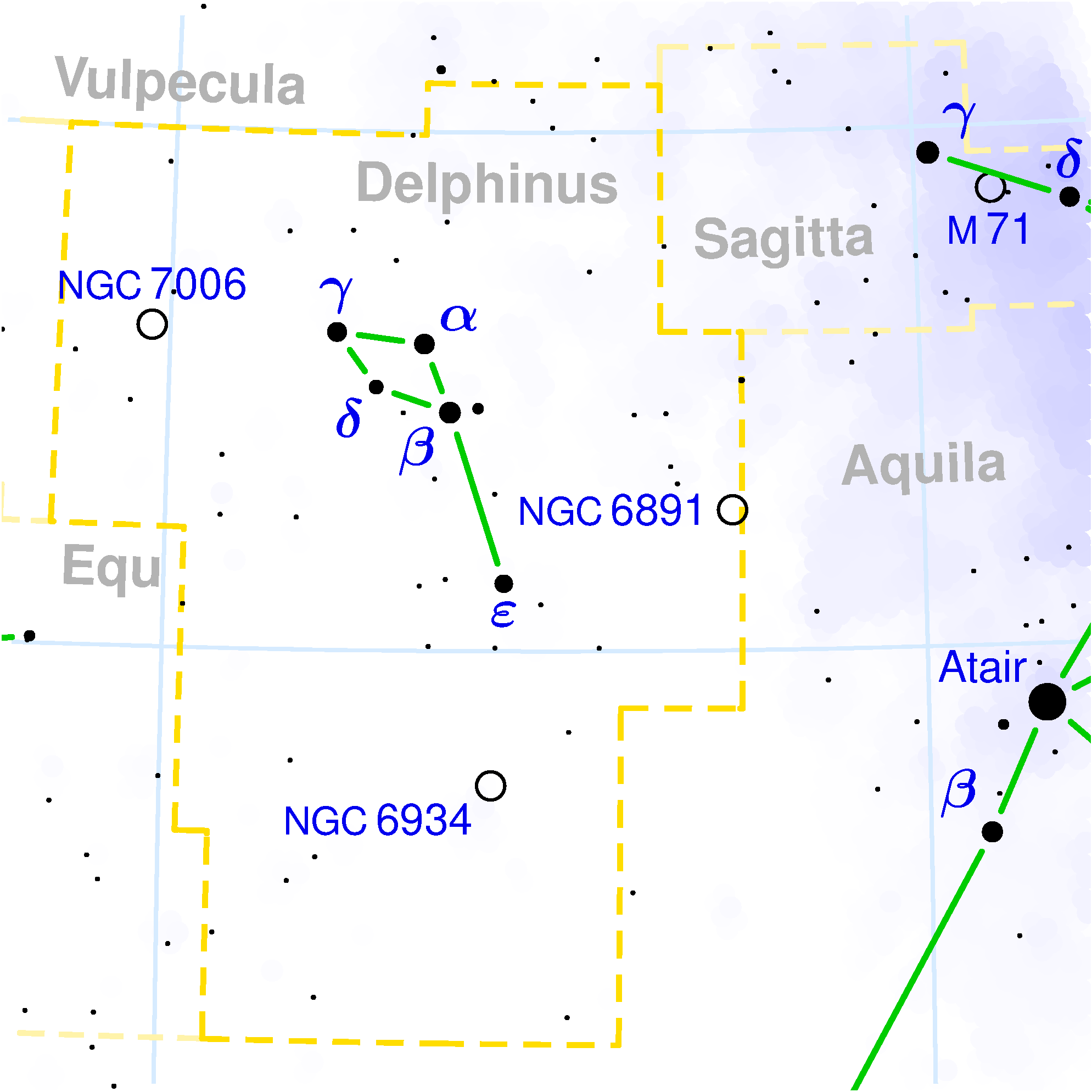
星図：いるか座

α星 - β星 - δ星 - γ星
タナバタボシ（静岡）
菱星ヒシボシ（大分・和歌山・奈良・熊本・広島・長野・静岡）、菱星ヘシボシ・シシボシ（奈良）、ヒシボシ・ヒシガタボシ・フクボシ（京都）、梭星ヒボシ（織女が投げた梭。熊本）、ツトボシ（静岡）
『日本の星』96・133～135頁、『星座手帖』138頁

## カシオペヤ座

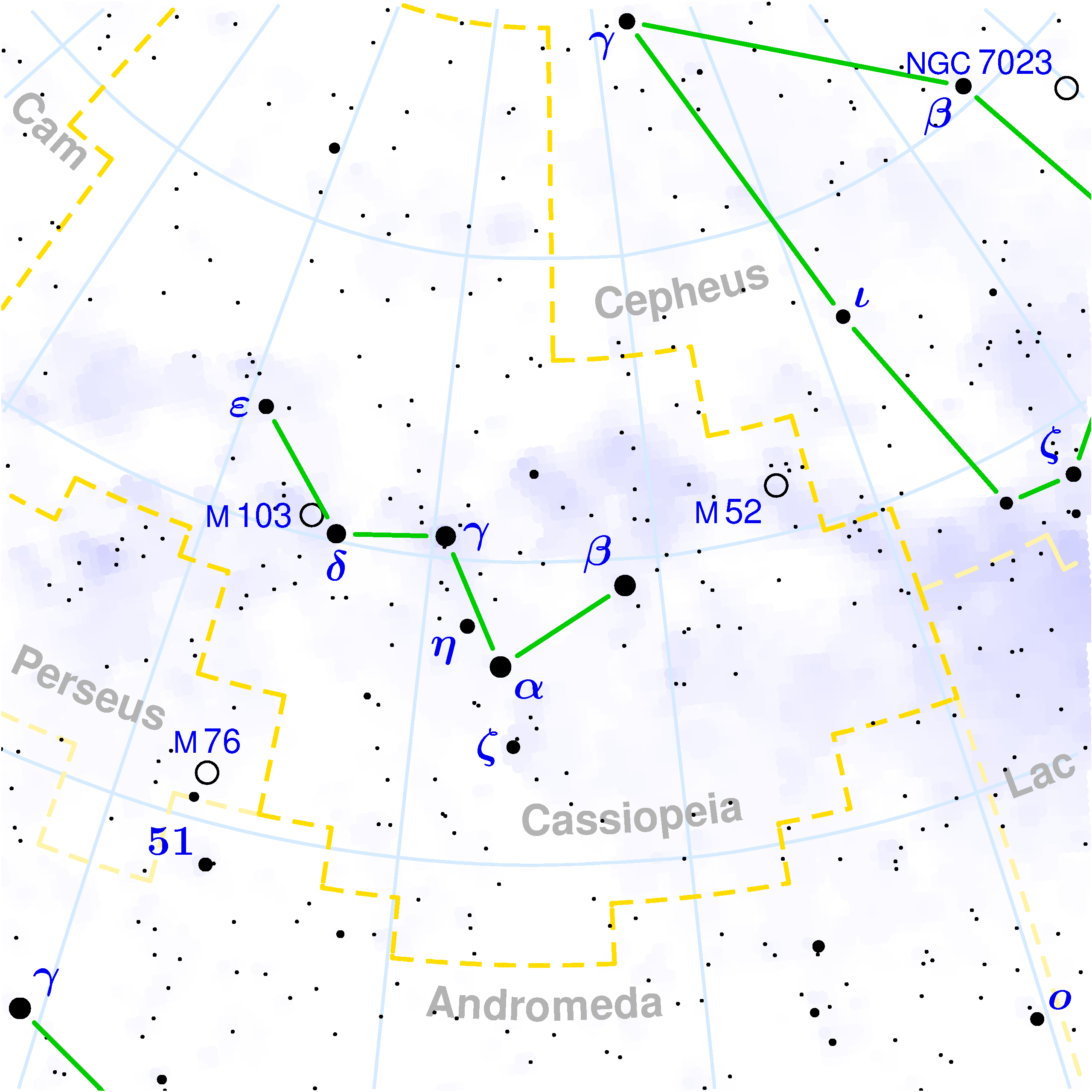
星図：カシオペヤ座

カシオペヤ座
ヤライノホシ（北海道・岡山）
錨星イカリボシ（香川・静岡・京都・宮城・岐阜・石川）、イカレボシ（福井）、山形星（愛媛）、角違い星カドチガイボシ（大分）、五曜の星・九曜の星（静岡）、ゴヨセボシ（茨城）、イツツボシ（群馬）
ヤーシ・ノカ（網曳き形の星の意。2艘の船の間に網を張って魚を追い込む姿をイメージする。δ星とε星をそれぞれの舟の漕ぎ手、α星とβ星を網持ちと見て、真ん中のγ星を網と見る。北海道アイヌ）
『日本の星』124・146～150頁、『星座手帖』49頁、『歴史と民俗・アイヌ』153頁

## オリオン座

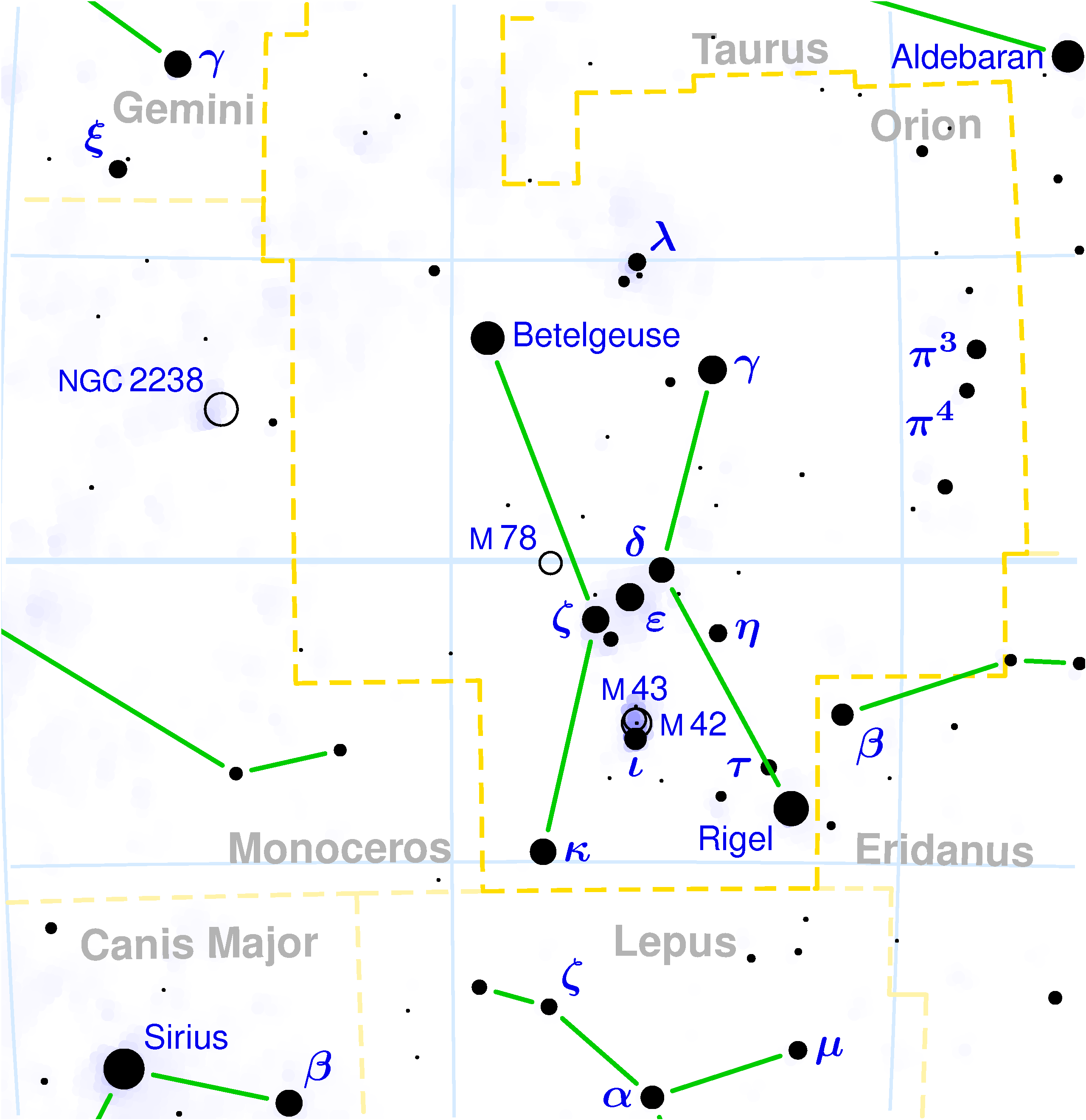
星図：オリオン座

オリオン座
鼓星ツヅミボシ（京都・山梨・大阪）、クビレボシ（静岡）
ベテルギウス - γ星 - リゲル - κ星
ヨツボシ（静岡）、袖星ソデボシ（三重）
ベテルギウス - リゲル（名前を共有するもの）
脇星ワキボシ（福井）、カナツキノエーテボシ（三ツ星の相手星。壱岐島）、カラツキノアイテ（石川）、六連挟みムヅラバサミ（ムヅラは三ツ星と小三ツ星。岩手）、カナツキノリョウワキダテ（京都）
ベテルギウス・リゲル（それぞれ別名のあるもの）
金脇（滋賀県虎姫：ベテルギウス）、銀脇（滋賀県虎姫：リゲル）
ベテルギウスとリゲルには、源氏星と平家星という岐阜の方言が存在する。この方言に関する詳細は、それぞれベテルギウス及びリゲルを参照のこと。
三つ星（δ星 - ε星 - ζ星）
オーコボシ・オーゴボシ・熊手星クマンデボシ・オザルボシ・オダルボシ・オヤカタボシ（大分）
アワイネボシ（長崎）
トカキボシ（愛媛）、ゴボウ（ゴは斗かきの意。福岡）
ミツボッサン（愛知など多くの地方）、ミツガミサマ（静岡・三重・青森・鹿児島）、ミツガイサマ・ミツリガイ・ミツナミ（静岡）、ミツナリサマ・ミヅラ（神津島）、ミヅラボシ（岩手）、ミツナラビボシ（福島県|福島）、ナラビボシ（三重）、ミツレンサマ（長野）、ミツ（広島・千葉・高知）、サンボッサン（山形）、サンボシ（静岡・愛知・茨城）、サンゾロボシ・サンドルボシ（静岡）、サンダラボシ（岡山）、ミヅクミボシ（和歌山）
三光サンコウ・サンカボシ（東京）、サンコウボシ（石川・群馬）、サンコウノホシ・サンコボシ（秋田・青森）、オサンコサン（愛知）、サンコウ（東北太平洋沿岸）
三丁の星サンチョウノホシ（埼玉・群馬・茨城）、サンチョンボシ・サンチョーレン・サンチョーライ（千葉）
三星様サンジョウサマ（群馬・埼玉・栃木）、サンジョウノケン（群馬）、サンジョウ（岐阜）
三大星サンダイショウ（茨城・岩手・福島・宮城）、サンダイボシ（静岡・岩手・宮城）、サンタイボシ（新潟・福島）、サンダイシサマ・サンデージサマ（茨城・栃木・福島）、三大名サンダイミョウ（宮城）、三方荒神サンボウコウジン（宮城）
尺五星シャクゴボシ（千葉・茨城）、算木星サンギボシ（千葉）、サンキボシ（青森）、三尺星サンジャクボシ（茨城）、三間星サンゲンボシ（神奈川）
親荷い星オヤニナイボシ（兵庫・奈良・三重・長野・静岡）、オヤイナイサマ（静岡）、オヤナイボシ（奈良）、オヤカツギボシ（静岡）、オヤササギボシ（青ヶ島）、親孝行星（三重・静岡・神奈川・富山・福井・青森・群馬）、オヤコボシ（群馬）、コウコウボシ（埼玉）
カセボシ（高知・愛媛）
竹の節タケノフシ（北海道・岩手）、タゲノフシ（青森）、タケツギボシ（富山）、竿星サオボシ（北海道・石川・富山・兵庫）、ダンゴボシ（富山）、ミタラシボシ（兵庫）
稲架の間ハザノマ（岐阜）、タガイナボシ・タガノバボシ（隠岐）
サンデエショ（宮城）、土用三郎ドヨウサブロー（三重・東京・千葉）、三太郎星サンタロウボシ（大分）
タテサン（青森）
カラスキ（群馬・愛知・三重・奈良・和歌山・福井・兵庫・愛媛・熊本）、スキガラボシ（長野・群馬）
サカマス（広島）
横関ヨコゼキ（長崎）、サンタイヨコジキサマ（熊本）
ミツブシ・ミツルブシ（沖縄・奄美群島）、タテイシブシ（沖縄本島）、ミツリブリ（喜界島）
イウタニ（「それをつく木」で杵キネの意。アイヌ）、レネシクル・レネシペ・レヌシベ（三人連れのおかたの意。アイヌ）
レヌシクル（アイヌ）
三ツ星＋小三ツ星（δ星 - ε星 - ζ星 - 小三ツ星）
スゴロクボシ（高知）、ムヅラ（岩手）、ムツザ（佐渡）、ムツナリサン・ムツガイサン・ムツボシサマ（静岡）、ムツボシ（千葉）、ガンダレボシ（福岡）
柄鋤星カラスキボシ（和歌山・群馬・奈良）、カラツキ（新潟・福井・隠岐）、カナツキ（広島・京都・壱岐）、マグワボシ（奈良・岐阜：野尻抱影推定）、マンガボシ・クマンデボシ（大分：野尻抱影推定）
三ツ星 + 小三ツ星 + η星
酒桝星サカマスボシ（山形・秋田・北海道から愛媛・鹿児島）、サカヤンマッスサン（野尻抱影推定。熊本）、指桝星サマスボシ（悪石島）、合桝ゴーマス（福岡）、二合五勺星コナガラボシ（福岡）、アブラゴウ（喜界島）、マスボシ（群馬・和歌山）
横関さんヨコゼキさん（熊本）、ヨコセギ・ヨコスギ（福岡）
マスカタブシ（奄美大島）
ζ星
アワニャボシ（熊本）
δ星
コメニャボシ（熊本）
小三ツ星
トカキ（群馬）
コタガノバボシ（隠岐）
小三星コサンジョウ・サンジョウサマの足・トモボシ（群馬）、ミツボシノオトモ（静岡）、隠居星インキョボシ（静岡・千葉）、マネボシ（東京）、ヨコミツボシ（静岡）、ヨコサン（青森）、ボンデンボシ（東北）、ボンデン（青森）
31番星 - 星名不明 - σ星
影三星カゲサンジョウ（群馬）
『日本の星』73・76・77・144～145・198～247・277・282～283・292頁、『日本星名辞典』154頁、『星座手帖』193頁、『歴史と民俗・アイヌ』153頁

## おおいぬ座

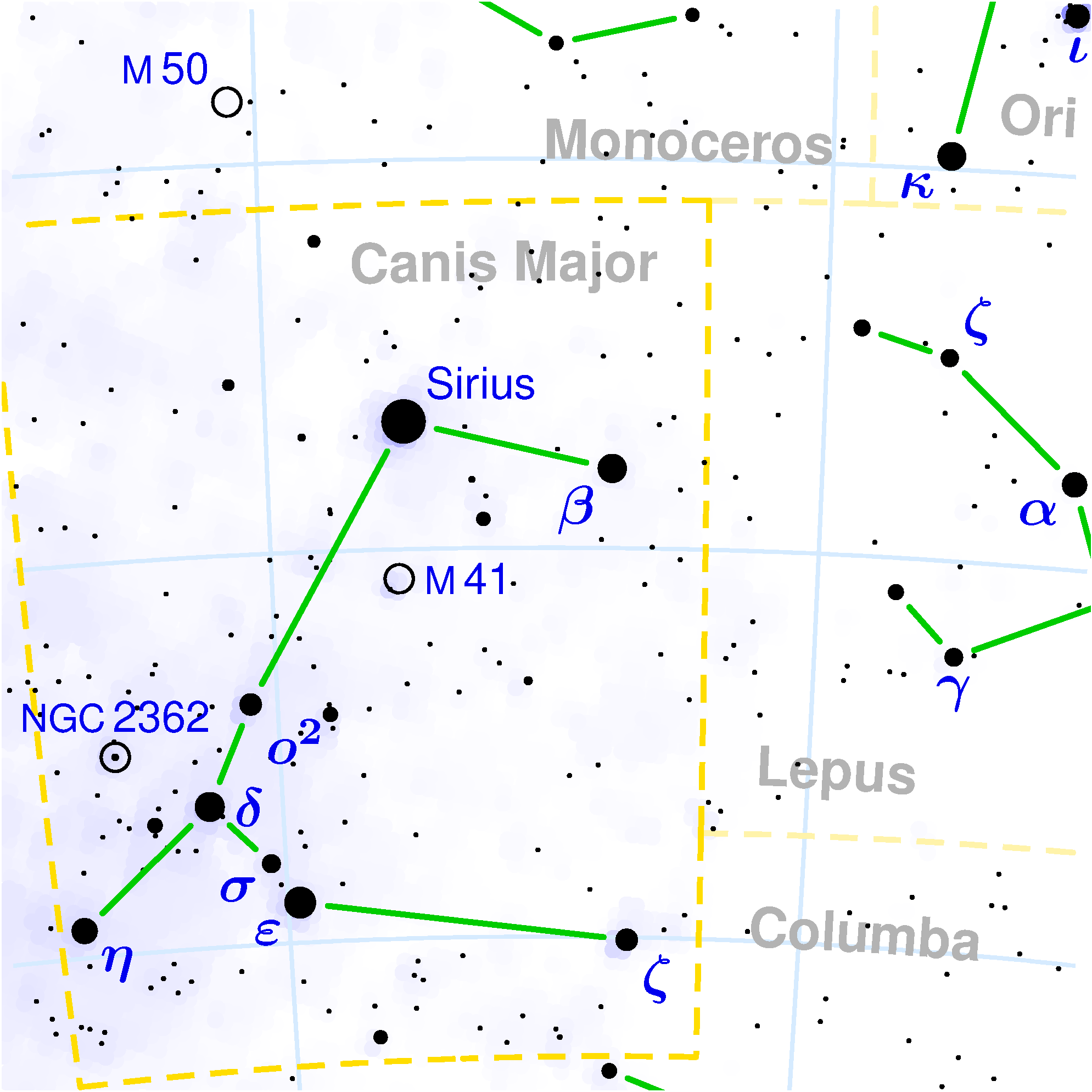
星図：おおいぬ座

シリウス
オボシ（青森・岩手）、ミツボシノアトボシ（広島・兵庫）、カラツキノオムシ（福井）、カナツキノオウボシ（カラスキの尾星の意。京都）、ムヅラノアトボシ（岩手）、アトボシ（島根）
アオボシ（北海道・石川・青森）、アトボシ（北海道）、風星 カゼボシ（石川）、烏賊引き星イカビキボシ（兵庫）、大星オオボシ（広島・香川・高知・三重）、エヌグボシ（岐阜）、雪星（埼玉）
南のイロシロ（島根）
天の主テンヌアーヂ・天の主前テンヌアーヂマイ（八重山）、タツァーキブシ（立上げ星の意。八重山）
δ星 - ε星 - η星
三角サンカク（宮城）、ミボシ・サンカク（静岡）、サンカクボシ（岩手・山形・奈良）、ウロコノホシ（新島）、鞍掛けクラカケ（静岡）、倉端クラハシ（静岡）、倉の棟クラノムネ（高知）、納豆箱ナットウバコ（静岡）
『日本の星』197・248～256・269～270頁、『星座手帖』218～219頁

## こいぬ座
プロキオン
小さいオオボシ（三重）、イロシロ（島根）

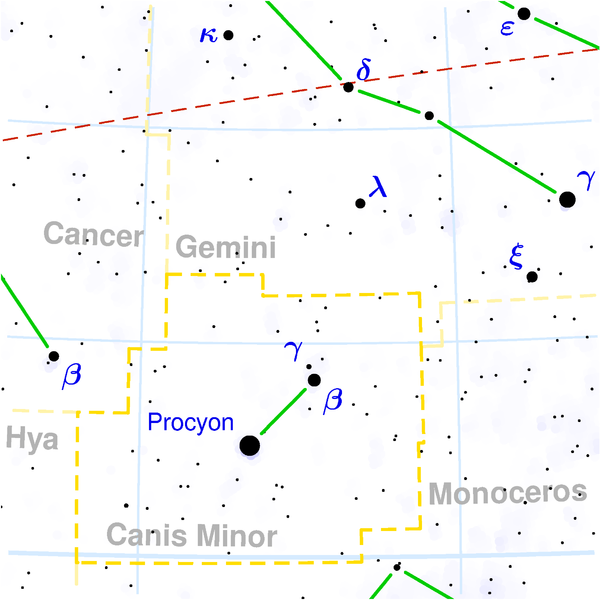
星図：こいぬ座

『日本の星』255～256頁、『星座手帖』221～223頁

## ぎょしゃ座

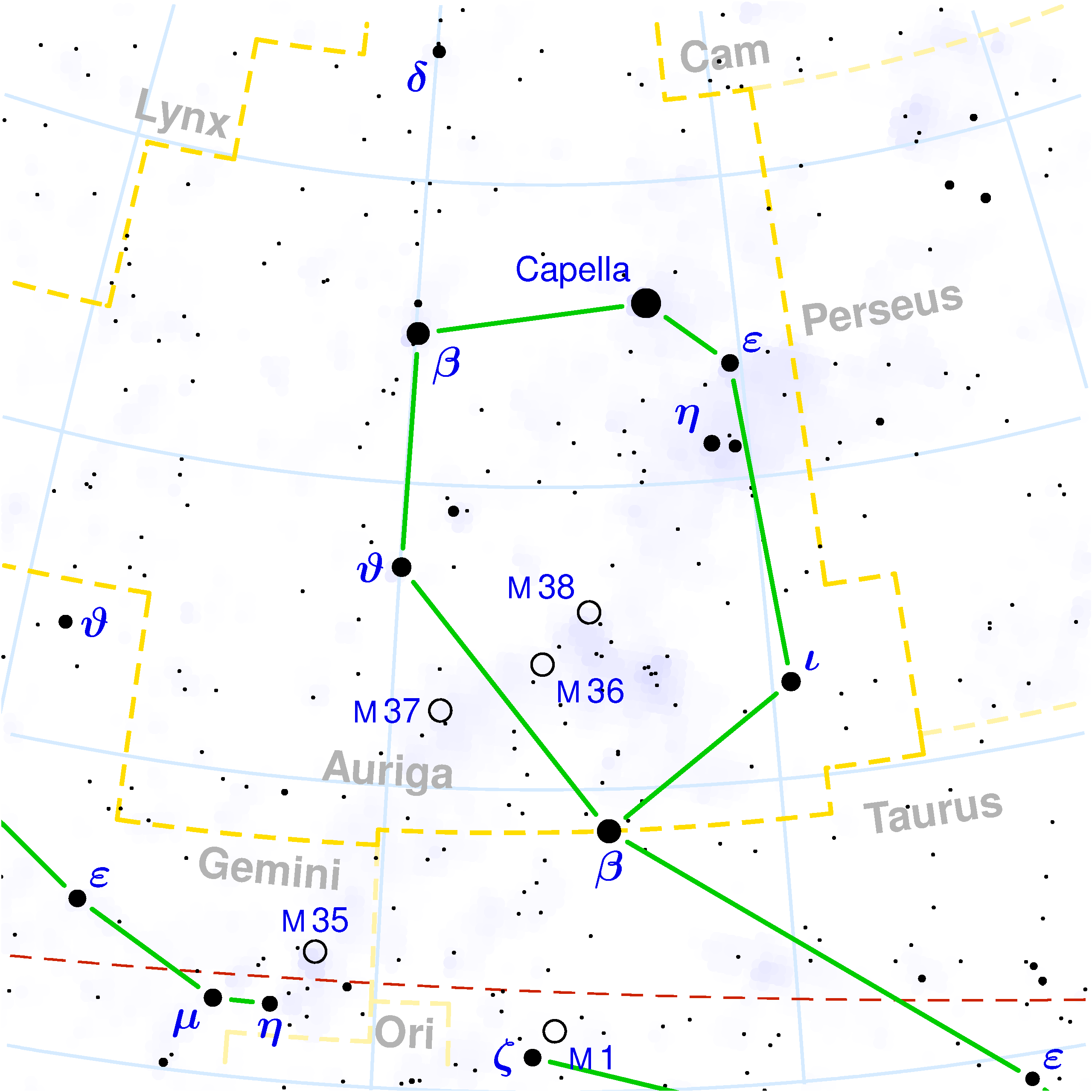
星図：ぎょしゃ座

ぎょしゃ座
五角星（群馬）、五つ星（岐阜）
カペラ
カンビンボシ（カンビンはかん徳利。愛媛）、能登星（福井・京都）、佐渡星（富山）、矢崎星（佐渡。ヤザキ・ヤザキサン・ヒトツボシともいう）、昴の相手星スマルのエーテボシ（壱岐）、キタスマイ（スマイはスバル。兵庫）、銭星ゼニボシ（埼玉）
サキボシ・アヲボシ（青森。野尻抱影推定）
『日本の星』153～156・196頁、『星座手帖』198頁

## ふたご座

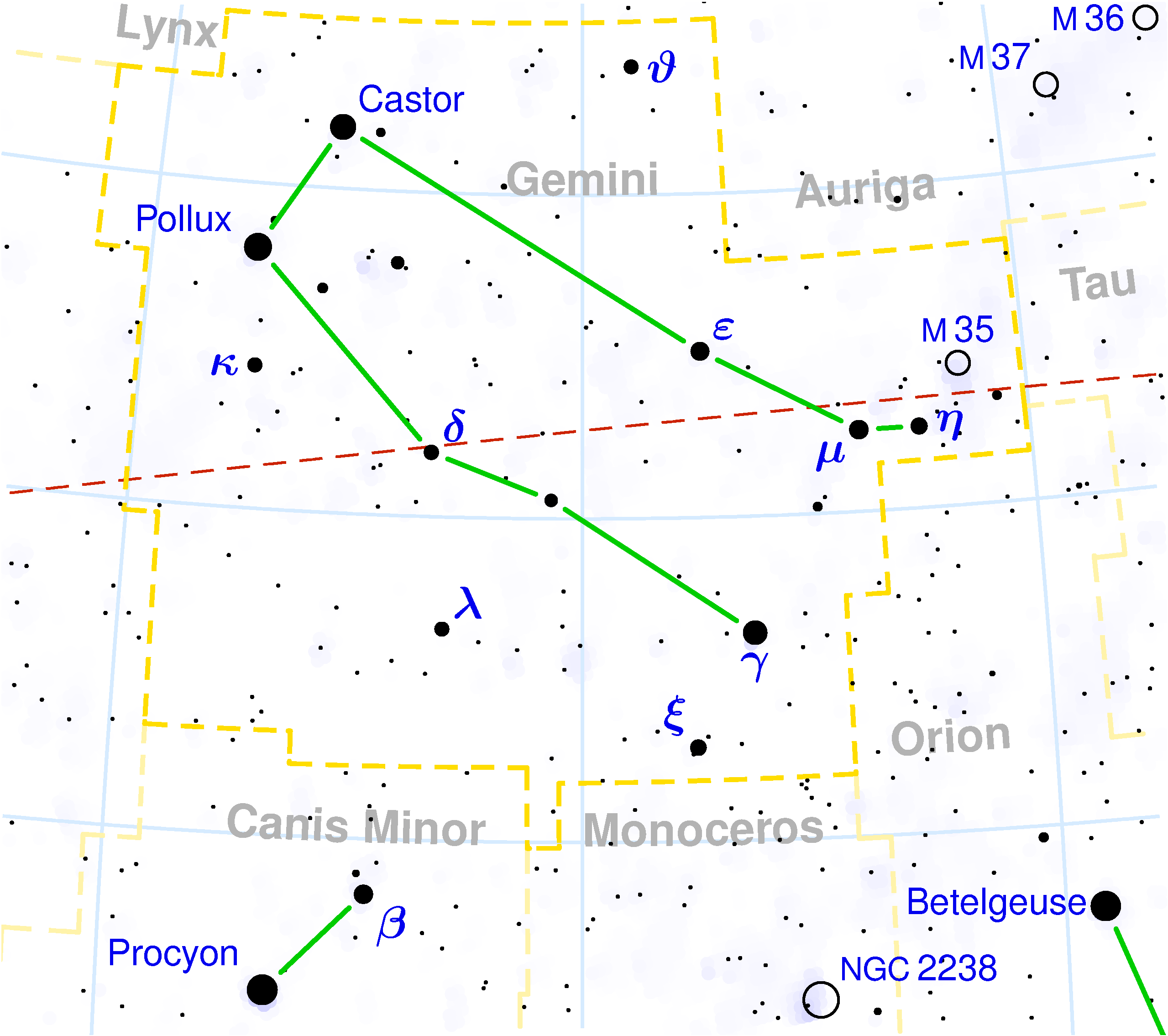
星図：ふたご座

カストル - ポルックス（名前を共有するもの）
フタツボシ（静岡・三重・広島・愛媛・香川・岡山）、大きい二ボシ（静岡）、ゾウニボシ（瀬戸内）、モチクイボシ（香川）、カドグイ・モンバシラ・モンボシ（静岡）、松杭マツグイ（宮城）
蟹の目ガニノメ・カニノメ（愛媛・静岡・三重・高知・兵庫・香川・佐渡）、カニマナク（茨城）、カニマナコ（熊本）、カレーンホシ・カレーンメ（カレーはカレイ魚。壱岐）、カドヤ・オーコボシ（岡山の真鍋島。さそり座のλ星とυ星かもしれない）、カドヤノホシ・カニノメ・カタエサン・カタヤサン・カザヤ（カタエはエイ魚。兵庫）、イヌノメ（広島）、リョウガン（香川）、リョウガンボシ（愛媛）、メガネボシ（愛媛・兵庫）、メダマボシ（兵庫）、ニラミボシ・トシトリボシ（広島）、フタツボシ・夫婦星フウフボシ・越前星・投げ星（京都天橋立）
ポルックス・カストル（それぞれ別名のもの）
金星（：ポルックス）銀星（：カストル）
『日本の星』157～164・245頁、『星座手帖』215頁

## おうし座

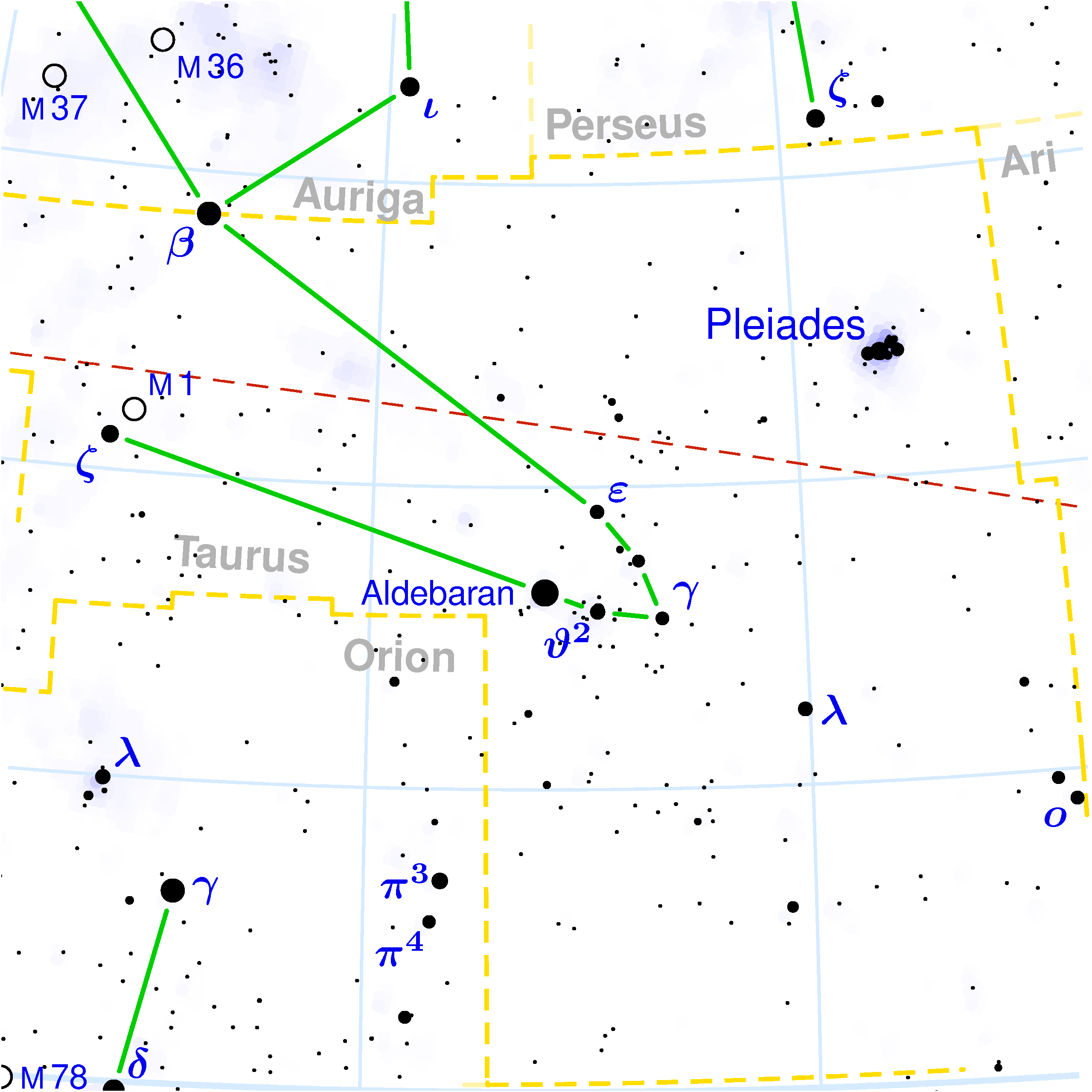
星図：おうし座

プレアデス星団（スバル）スバルは統べ括られる意。『古事記』『日本書紀』の「八尺瓊五百箇御統（ヤサカニノイホツミスマル）」に由来すると見られ、清少納言 の『枕草子』に「星はすばる」とある。
ミボシ（熊本）
スマル（高知・香川・福岡・隠岐・島根・鳥取・広島・岡山・愛媛・兵庫）、スバル（畿内から東。関東に入るとムツラが多い）、スバリ（静岡・八丈島・硫黄島・奈良・福井）、スバイ・スワイドン（鹿児島・天草）、スマリ（山口・隠岐）、スンマリ・スンバリ（京都・福井・山口）、シバル（富山）、シバリボシ（石川）、シマル（兵庫）、シマリ・シンマリ（山口）、ツバル（静岡）、ツバリ・ツンバリ（福井）、ヒバリ（青森）、スイバラボシ（新潟）、ツクモリボシ（兵庫）、スワリボシ・オスワリサン（静岡・愛知・岐阜・三重・奈良・佐渡）、スワルボシ（静岡・愛知）、スワリジゾウ（ジゾウは地蔵。広島）
六連星ムツラボシ（静岡・長野から東北）、ムヅラ・オムツラサマ（茨城・千葉）、ムツラゴサマ（群馬）、ムツガミサマ・ムツナリサマ・ムツリガイ（静岡）、モツラサマ（東京・新潟）、ムツナミスバル（伊豆新島）、モツラサマ（新潟）、オボヅラサマ（東京）、ムジナボシ（青森）、モツレンサマ（長野）、ロクチョンボシ（千葉）、ムツボシ・六つ連珠ムツレンジュ（群馬）、六曜星ロクヨウセイ（埼玉）、六体星ロクタイボシ（新潟）、六地蔵 ロクジゾウ（三重）、ナナツボシ（青森・静岡・広島・大分・福岡・鹿児島）、七曜星ナナヨボシ（静岡）、七福神シチフクジン（静岡）、七変化星ヒチヘンゲボシ（島根）
一升星イッショウボシ（長野・山梨・静岡・愛知）、鈴生り星スズナリボシ（広島・静岡）、ムラガリボシ・アツマリボシ（静岡）、ムリプシ（群れ星。沖縄）、ブレブシ（群れ星。奄美）、相談星ソウダンボシ（富山）、十二ボシ（群馬）、ゴジャゴジャボシ（静岡・三重）、ゴチャゴチャボシ（京都）、ゴチャゴッサマ（群馬）、ゴヤゴヤボシ（三重）、ジャンジャラボシ（伊豆利島）、ヌカボシ・コヌカボシ（奈良・静岡・岩手・青森）、ホキボッサン・ススキボシ（ホキボッサンはホウキ星。岐阜）
クサボシ（意味は不明、北原白秋の童謡『宵』の「草星」は当て字か。茨城・静岡）、オークサボシ・オクサ・オオブサ（オオブサはホウキ。岩手）、オクサ（北海道）、モクサ（岩手）
羽子板星ハゴイタボシ（千葉・岐阜・奈良・京都・静岡・神奈川・兵庫）
苞星ツトボシ・ツトッコボシ（静岡・千葉・長野）、ツチボシ（ツチは木槌。静岡・千葉・長野・和歌山）、ミソコシボシ（福岡）、スイノウボシ（埼玉）、ハホガタボシ（岩手）
九曜クヨウ（茨城・千葉）、クヨウボシ（山形・青森・静岡）、クヨウノホシ（兵庫・岡山・広島）
カンザシボシ（山梨）
ボレボシ、ブリボシ（群れ星。沖縄）、ムネブシ・ブリプシ（石垣島）、ブリフシ（与那国島）、ムリカブシ・ムリブシ・ムニブシ・ンニブシ（八重山）
ブレプシ（奄美大島）、ボレボシ（沖永良部島）、ブリフシー・ブリー・ブリヨーファ（喜界島）
トイタル・シャボッチ・ノチウ（畑仕事がいやで逃げる星の意。アイヌ）、トイタ・サウォット（アイヌ）
イワンリコプ（六つの星の意。新村出推定。アイヌ）、マツネイッケウ（女の背骨の意。アイヌ）、アルワン・ノチウ（なまけ星の意。アイヌ）
マチネイッケウ（女の腰の意。美幌・高島のアイヌ）、イチャチャイマヒネイッケウ（強情女の腰の意。屈斜路湖のアイヌ）、イワン・ノチウ（六の星の意。芽室・旭川市近文・平取のアイヌ）、ウポポ・ノチウ（歌舞星の意。長知内のアイヌ）、トイサタホ・ノチウ（耕作嫌星の意。静内・平取のアイヌ）
ヒアデス星団
ミボシ（群馬）
釣り鐘星（長野・静岡・千葉・東京・群馬・神奈川・愛媛・京都）、鐘星（京都）、鐘撞き星（徳島）、撞き鐘星・ハンショノツッカラカシ（後者は半鐘をつき倒す意。佐渡）、ツトボシ（和歌山）、モッコボシ（岩手）、イナムラボシ・コヤボシ（静岡）、ミボシ（静岡）、ミノボシ（東京）、扇星（岐阜）、扇子星（埼玉）、半開星ハンカイボシ（岐阜・埼玉）、ウマノツラボシ（馬の面。山形）、ウマノチラー（沖縄）、カリマタ（岩手）
羽子板星ハゴイタボシ（広島）
スワリボシ（奈良）
アルデバラン
モクサのアトボシ（岩手）
アカボシ（石川・北海道）、オクサノアトボシ（青森・岩手）、スマルノオノホシ（京都）、スンバリノオムシ（福井）、アトボシ（福井・青森・島根）、アイノホシ（間の星。香川）
ウライチャシクル（簗（やな）の番人の意。捕った魚を天の神に持っていかれるので怒って赤い色に見えるという。アイヌ）
θ星（ヒアデス星団の二重星）
スモトリボシ（静岡）
『日本の星』84・129・165～197・246・268～271・281・287・288・291～292頁、『星座手帖』203・207頁、『歴史と民俗・アイヌ』153頁

## からす座

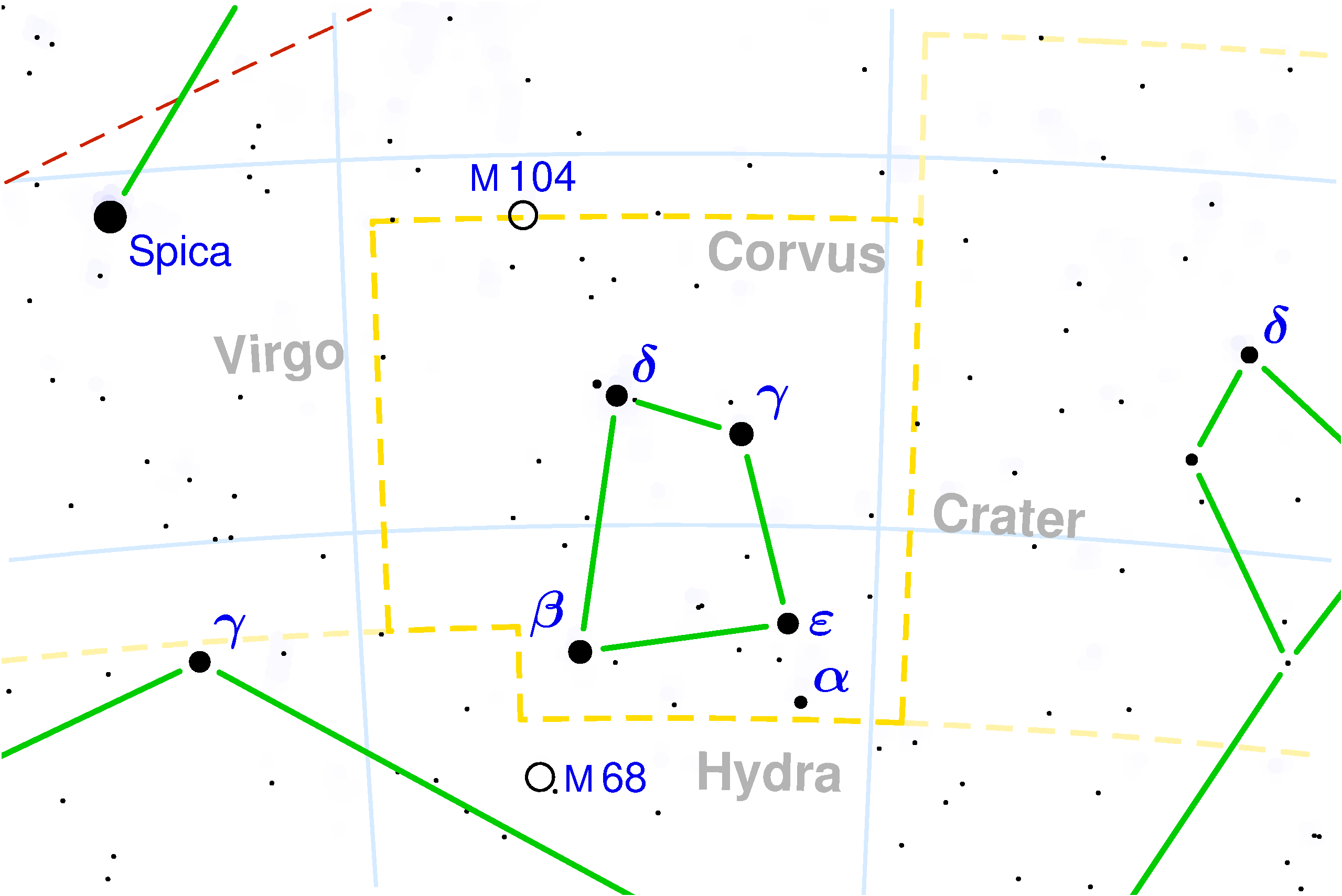
星図：からす座

からす座
ヨツボシ（静岡）、ヨンボシ（京都）、ヨツバリ（広島）、四マス通リボシ（徳島）、ヨスマボシ（静岡）、ダイガラボシ（広島・山口）、ウシデクバボシ（鹿児島・沖縄）、ダカラボシ（広島）、ウスツキボシ（広島）、ヤグラボシ（愛媛）、マクラボシ（広島）、ツクエボシ（広島）、ハカマボシ（広島）、ホカケボシ（石川）、ムジナノカワハリ（東京）、レラ・チャロ（風の口の意。アイヌ（道東・道北））、カヤノカ・ノチゥ（帆の形の星の意。アィヌ（道央・道南））
『日本の星』48～51頁、『星座手帖』77～78頁

## かんむり座

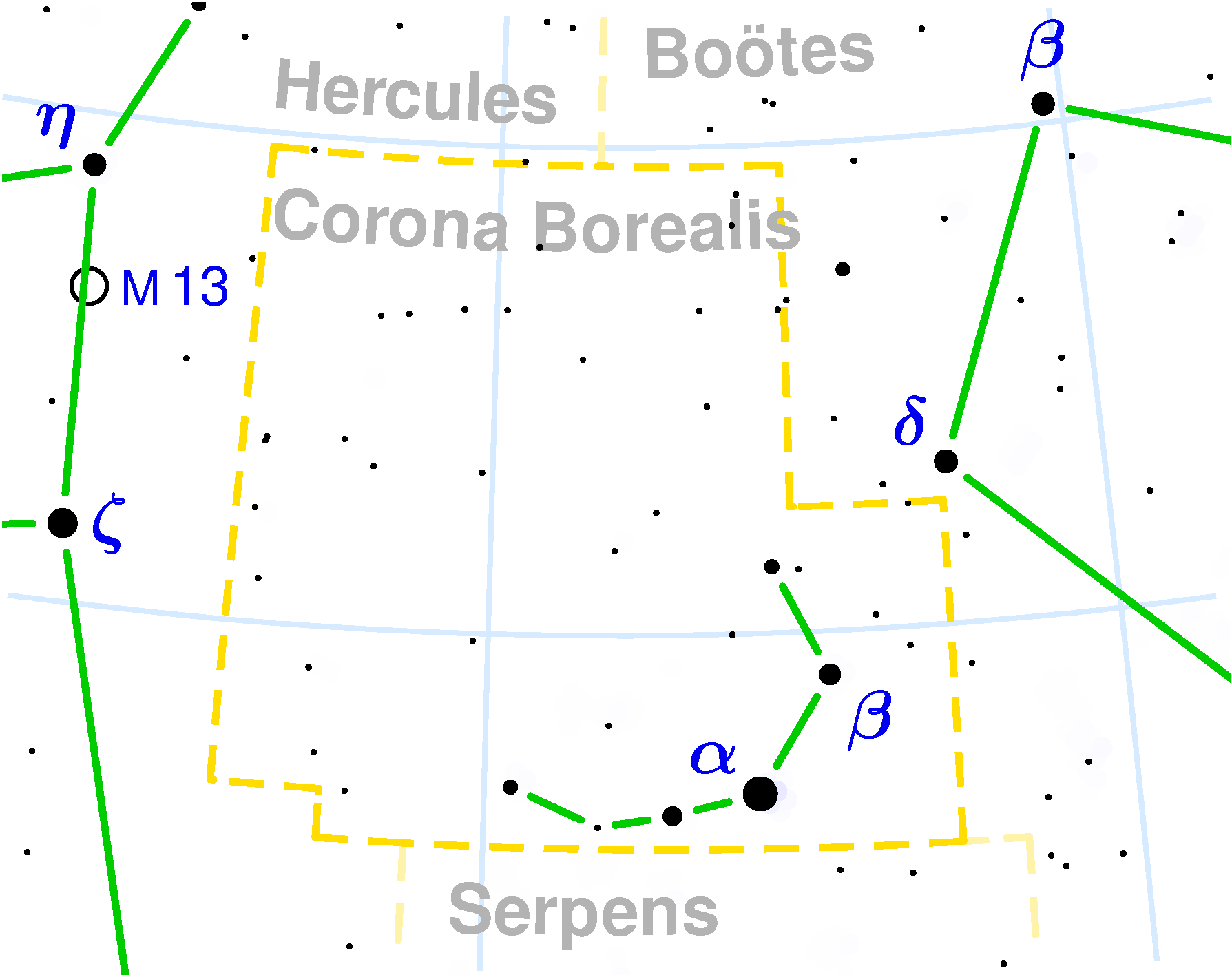
星図：かんむり座

かんむり座
車星（大分・福岡・徳島）、太鼓星（熊本・静岡・佐渡）、カラカサボシ（徳島）、踊り子星（広島）、ニジボシ（愛媛）、イドバタボシ（愛知）、ユビワボシ（埼玉）、カゴボシ（石川）、ハンカケボシ（静岡）、巾着星キンチャコボシ・土俵星（静岡）、蹄の星（京都）
クドボシ（奈良）、長者のかまど（広島）、鬼のかま（岡山）、地獄のかまど（兵庫）、荒神星コウジンボシ（奈良）、ヘッツイボシ（兵庫）、釜の口（静岡）、オカマボシ（愛知）、首飾り星（埼玉）
『日本の星』61～66頁、『星座手帖』90～91頁

## りゅうこつ座

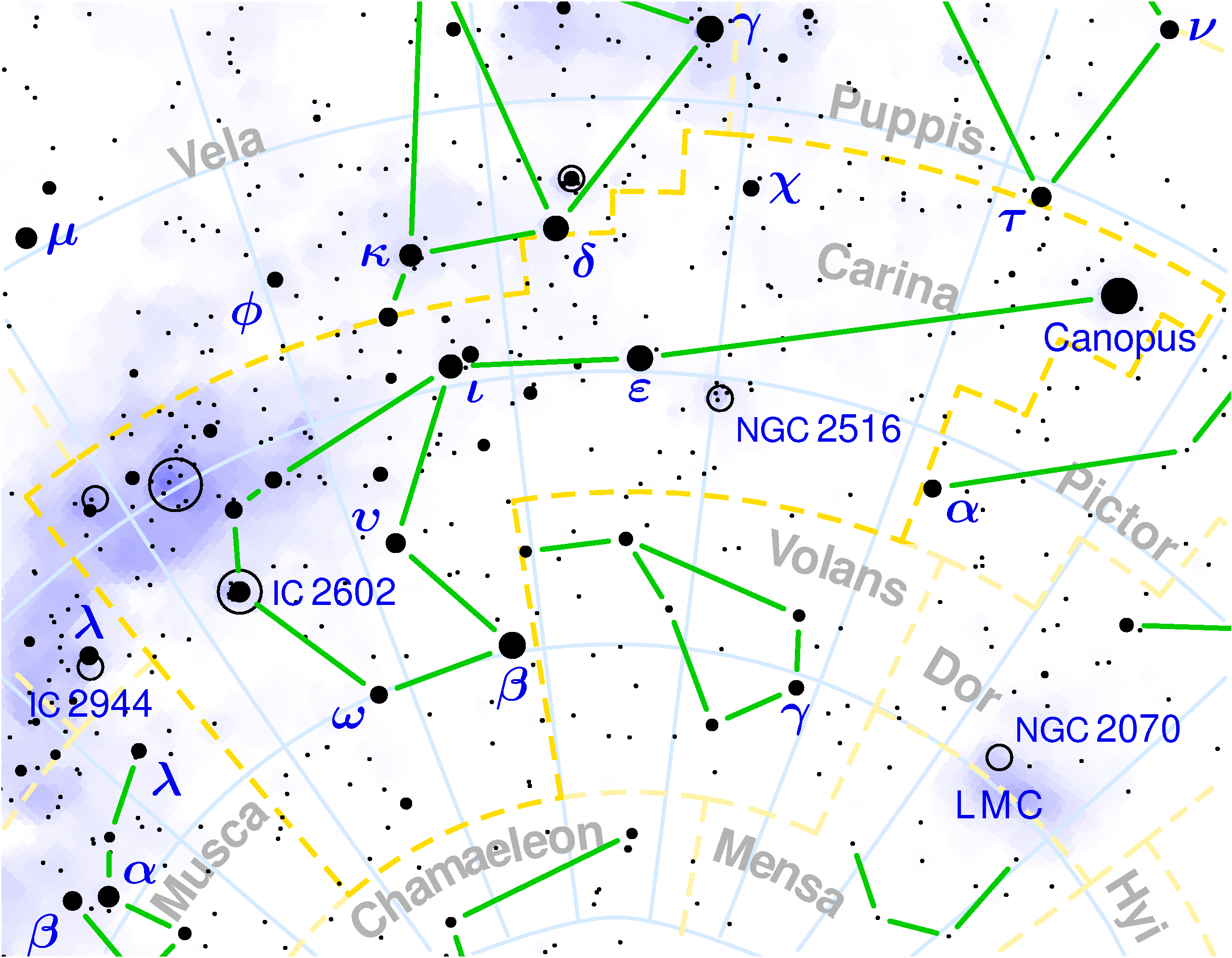
星図：りゅうこつ座

カノープス
布良星メラボシ（鹿島灘・東京湾から遠州灘一帯）、上総の和尚星（茨城・千葉）、メラデ（布良沖の意。千葉）、六部の星ロクブノホシ・入定星ニュウジョウボシ（千葉）、大東星ダイトウボシ（千葉）、ダイナンボシ（沖の星。神奈川）、南ノヒトツボシ（神奈川）、讃岐ノオウチャクボシ（岡山）、土佐ノオウチャクボシ（香川）、鳴門星・ザブザブボシ（兵庫）、淡路星（兵庫）、アキラボシ（秋タコ星の意）・彼岸星（兵庫）、源五郎星（奈良）、源助星（奈良）
紀州のみかん星・みかん星（本島・女木島・兵庫）
『日本の星』257～264頁、『星座手帖』226頁、『日本星名辞典』169頁

## うしかい座

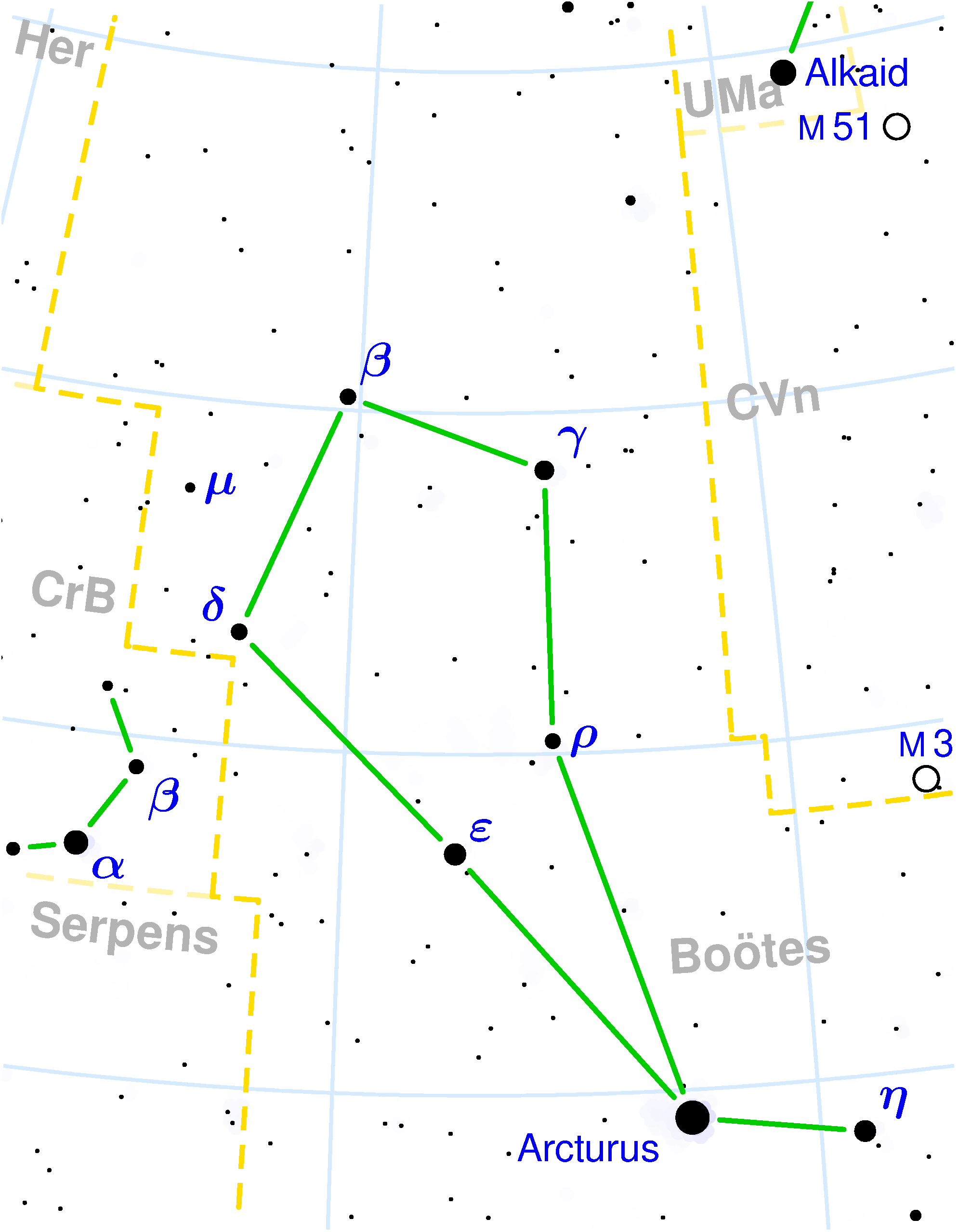
星図：うしかい座

アークトゥルス
麦星（愛媛・静岡・岡山）、サミダレボシ（東京）、カジガイボシ（静岡）、ウオジマボシ（兵庫）、狗賓星グヒンボシ（岐阜）、能登睨みノトネラミ（京都）
『日本の星』52～55頁、『星座手帖』67頁

## おとめ座

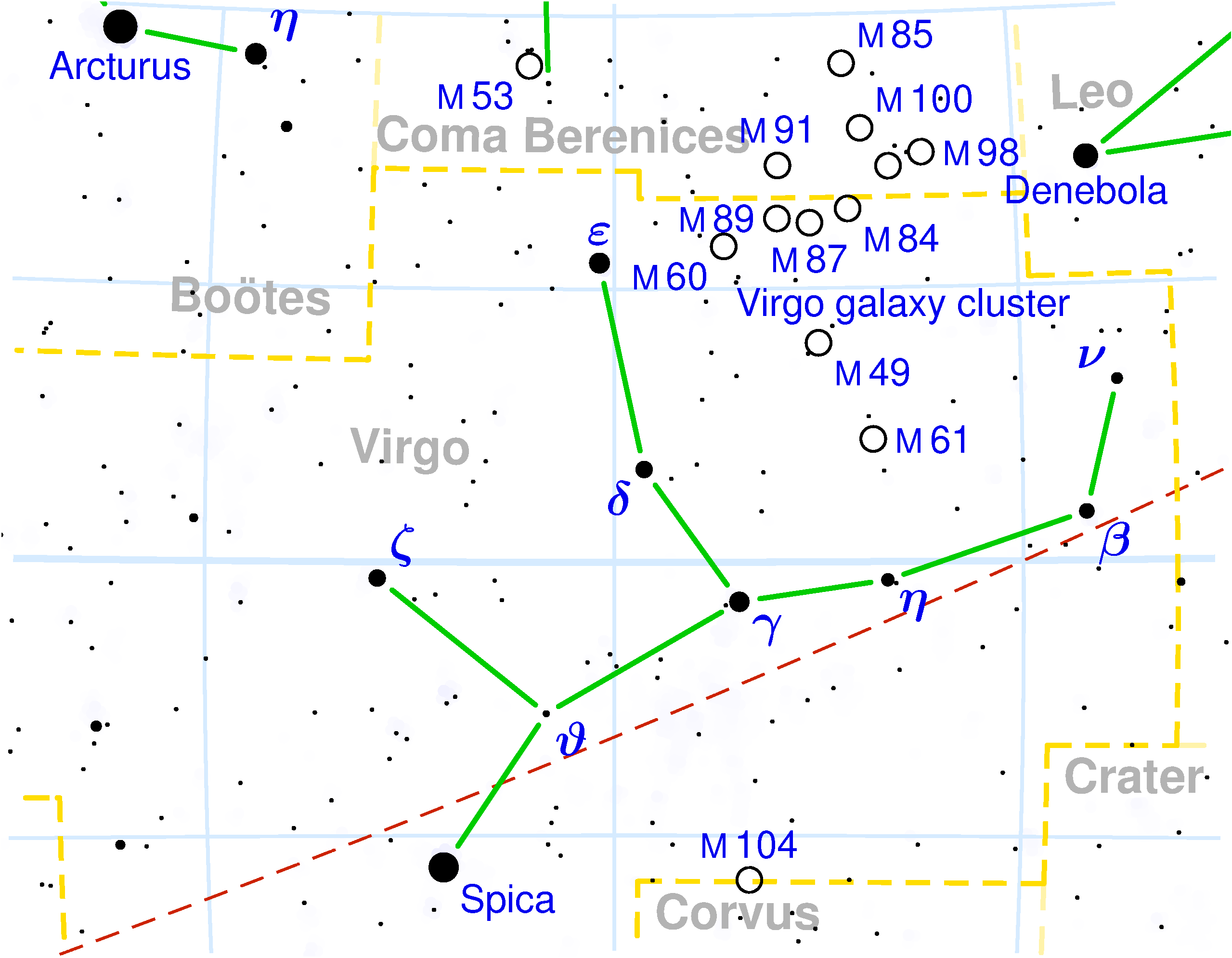
星図：おとめ座

スピカ
しんじぼし（福井。野尻抱影は「真珠星」と推定）
『日本の星』56～57頁、『星座手帖』75頁

## しし座

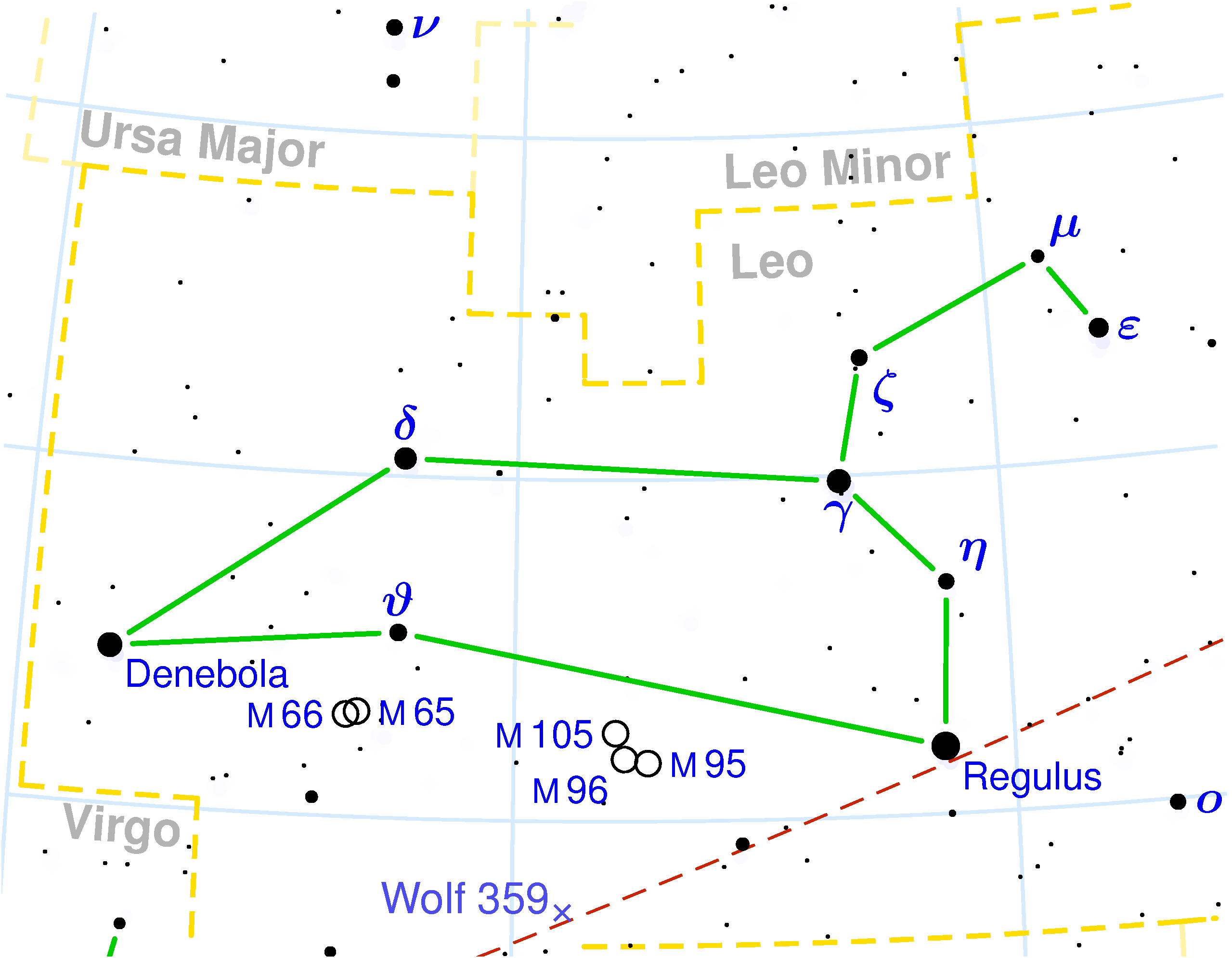
星図：しし座

ししの大鎌（ε星 - μ星 - ζ星 - γ星 - η星 - レグルス）
トイカケボシ（岐阜）、イトカケボシ（京都）
『日本の星』45～47頁、『星座手帖』59頁

## ペガスス座

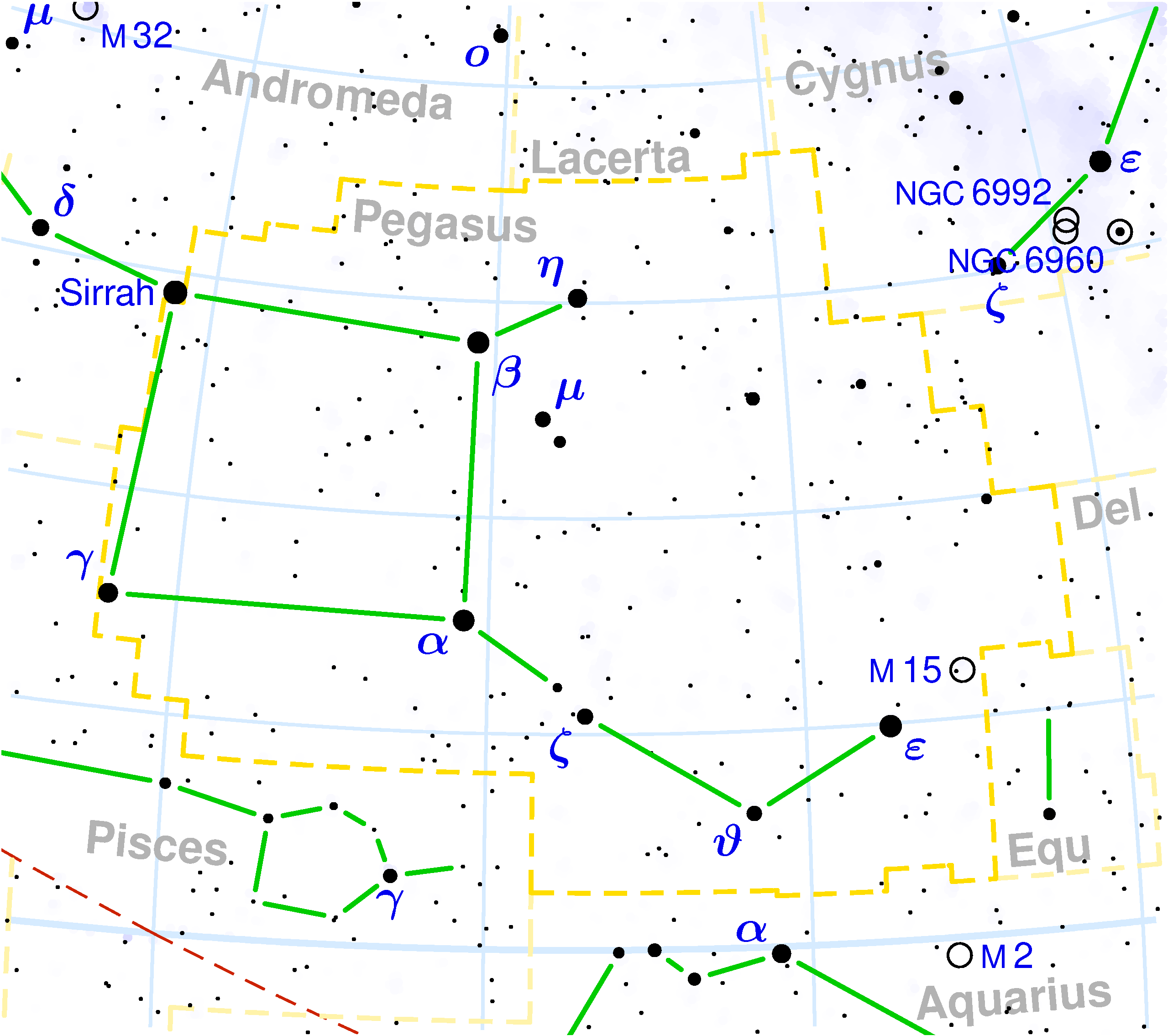
星図：ペガスス座

ペガススの大四辺形（α星 - β星 - γ星 - アンドロメダ座α星）
マスガタボシ（新潟・広島・宮崎）、マスボシ（広島）、シボシ（静岡）、ヨツマボシ（静岡・埼玉）
『日本の星』141～143頁、『星座手帖』153頁

## アンドロメダ座

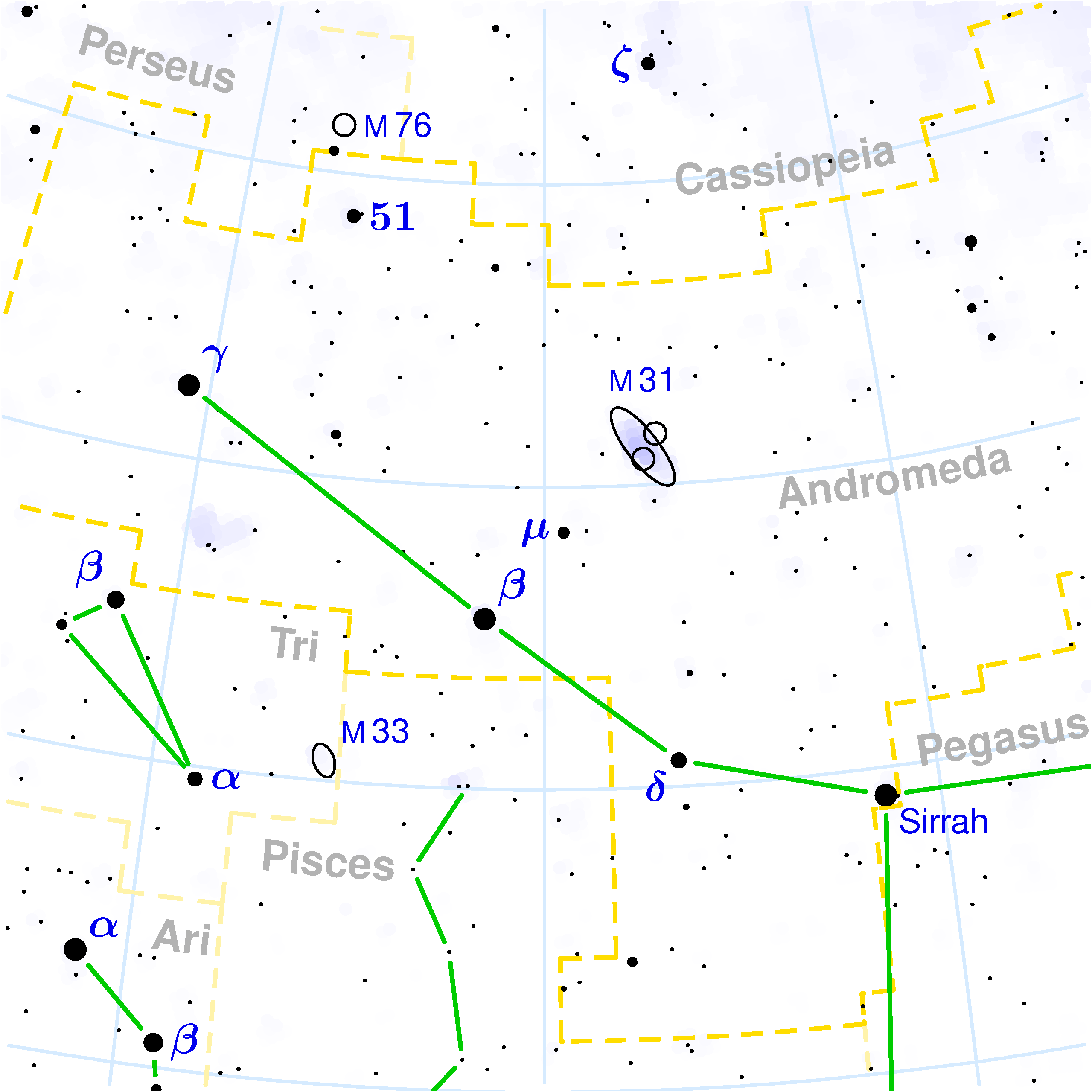
星図：アンドロメダ座

アンドロメダ座（二十八宿の奎宿に該当し、江戸時代の文献ではこれを「トカキボシ」（斗掻き星）と訓じたものが知られる。）
コメツキボシ（野尻抱影推定。新潟）
ペガススの大四辺形 - アンドロメダ座
大きなサカヤノマス（熊本・新潟）
パイナナチンブシ（喜舎場永珣推定。八重山列島）
草下英明は「アンドロメダ座には、これという和名は知られていない」としている。
『日本の星』143～145・271・273～274頁、『星座手帖』160頁

## さんかく座

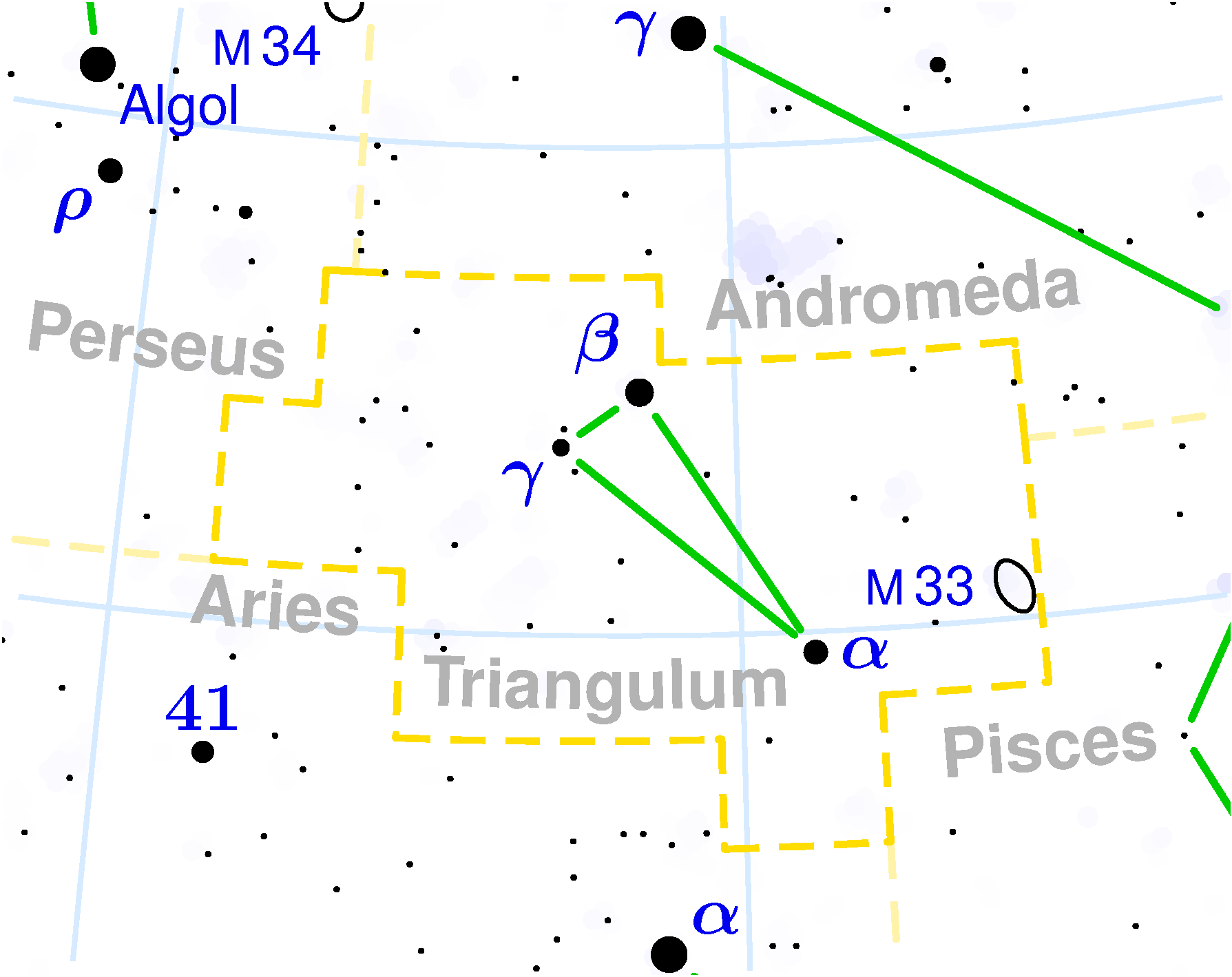
星図：さんかく座

さんかく座
サンカクボシ・サンカクサマ（山形・新潟）
草下英明は「さんかく座には、これという和名は知られていない」としている。
『日本の星』139頁、『日本星名辞典』96頁、『星座手帖』160頁

## おひつじ座

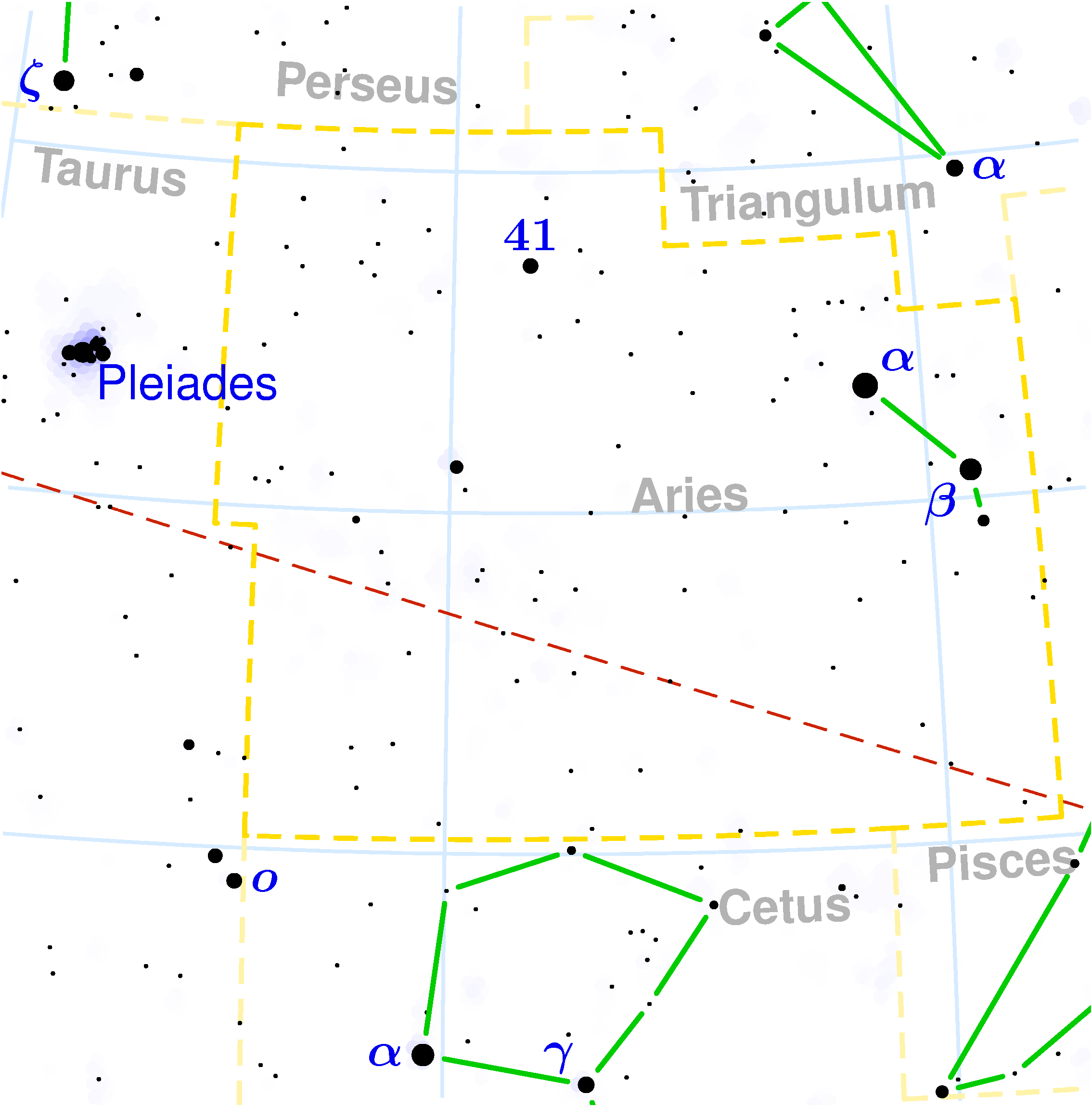
星図：おひつじ座

おひつじ座は二十八宿の婁宿に当たり、江戸時代にはこれをタタラボシと訓読したことから、野尻抱影はこの星座をフイゴの形と見た方言があったのではないかと推測しているが、確認されていない。
『日本の星』139～140頁

## やぎ座

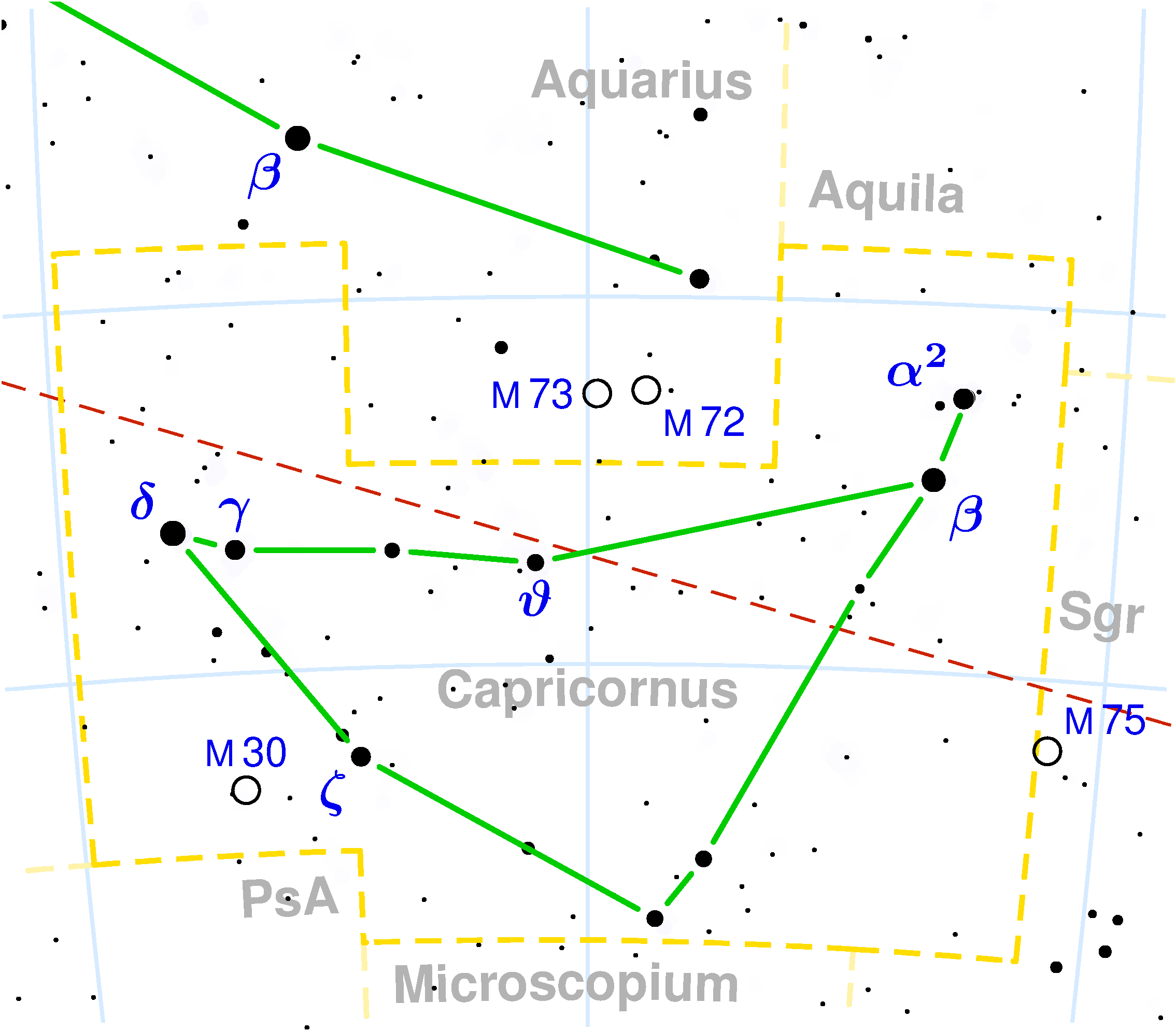
星図：やぎ座

α2星 - β星
女夫星ミョウトボシ（静岡）
草下英明は「やぎ座の和名はまったく知られていない」としている。
『日本の星』136頁、『星座手帖』144頁

## みなみのうお座

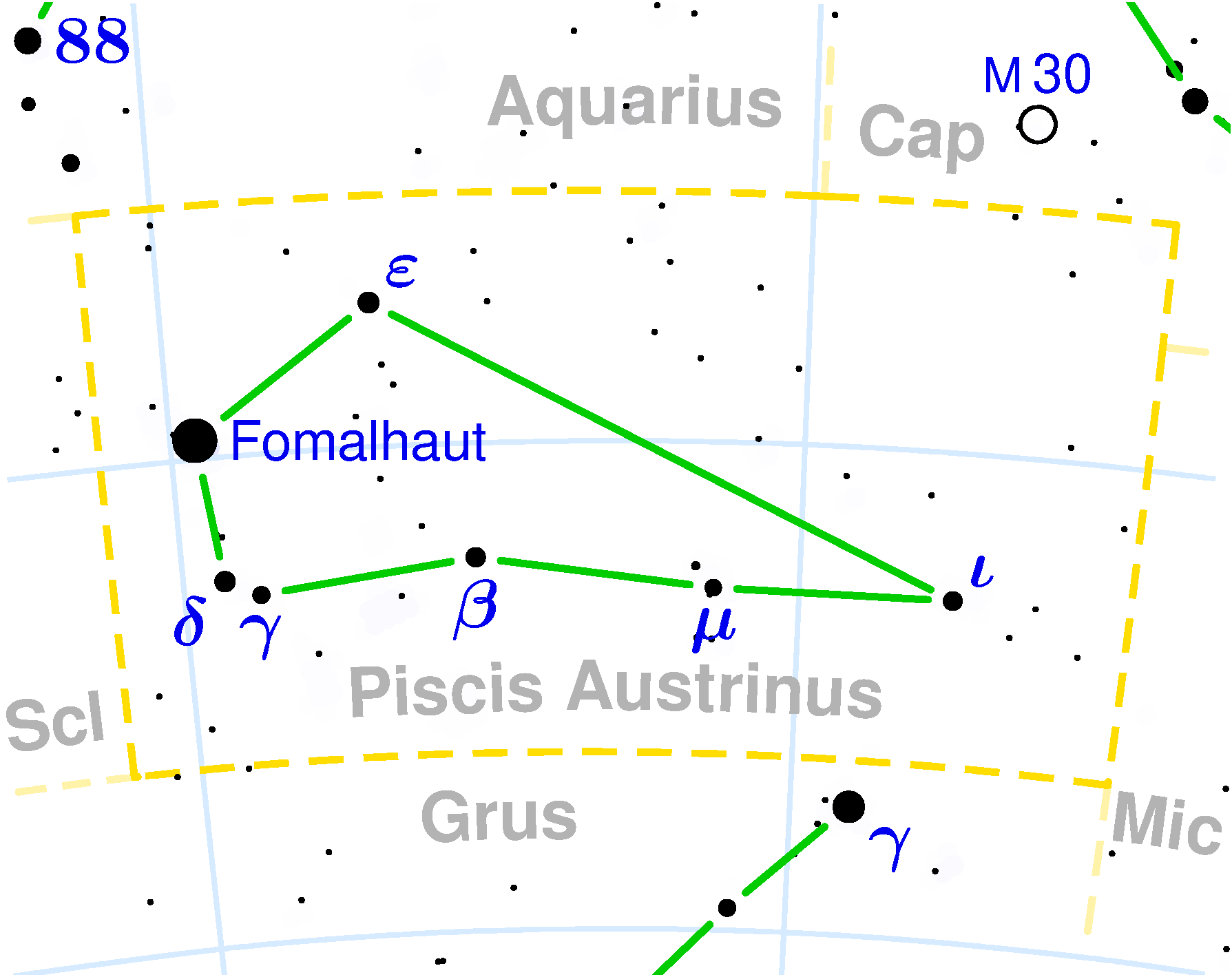
星図：みなみのうお座

フォーマルハウト
フナボシ（静岡）、八畑星ヤバタボシ（京都）
ンマノフシ（午の星の意。野尻抱影推定。沖縄）
豊後星（島根）
『日本の星』137～139・275～276頁、『星座手帖』168頁

## へびつかい座

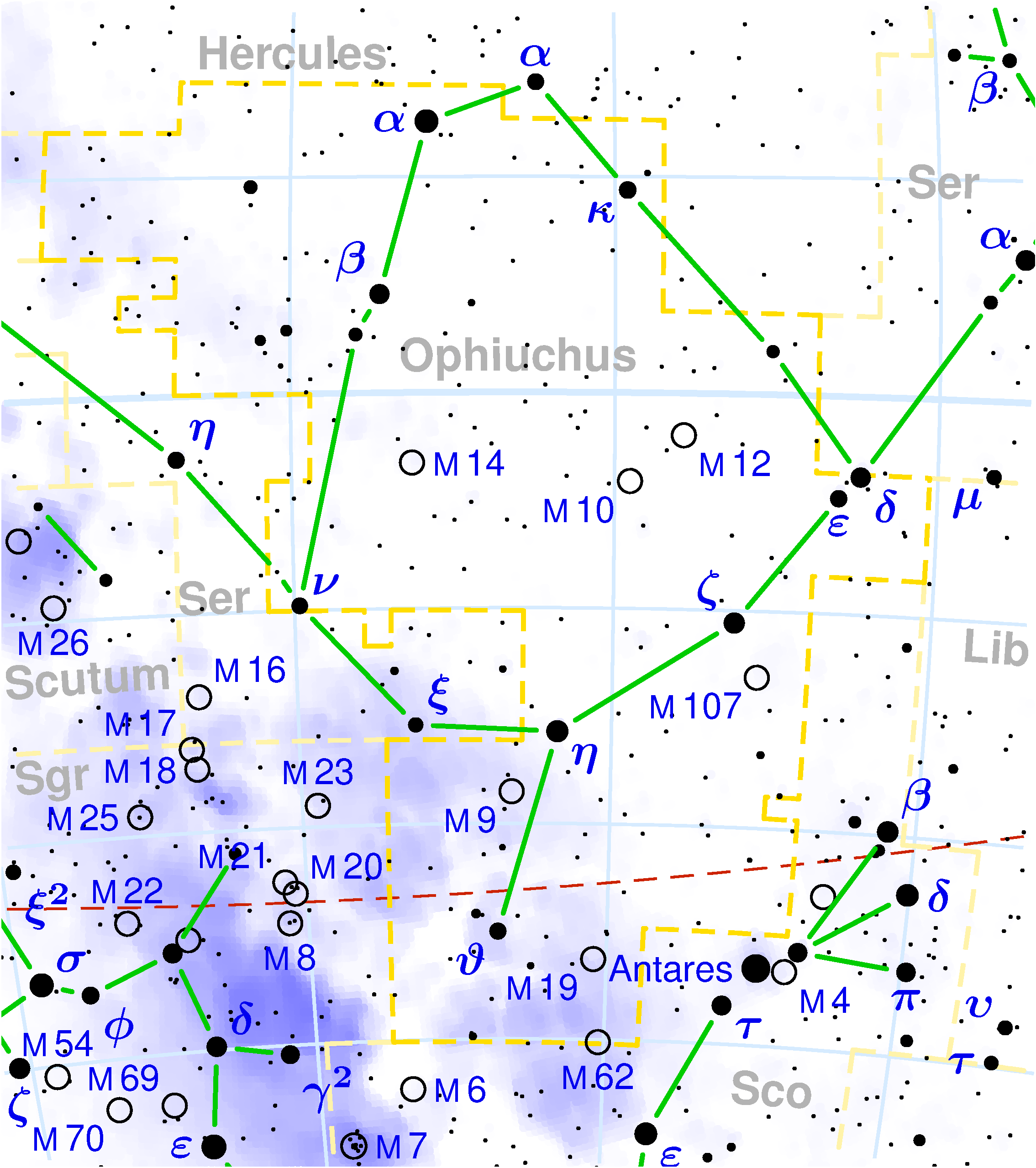
星図：へびつかい座

へびつかい座
讃岐の箕（香川の櫃石島）
『日本の星』130頁

## ケフェウス座

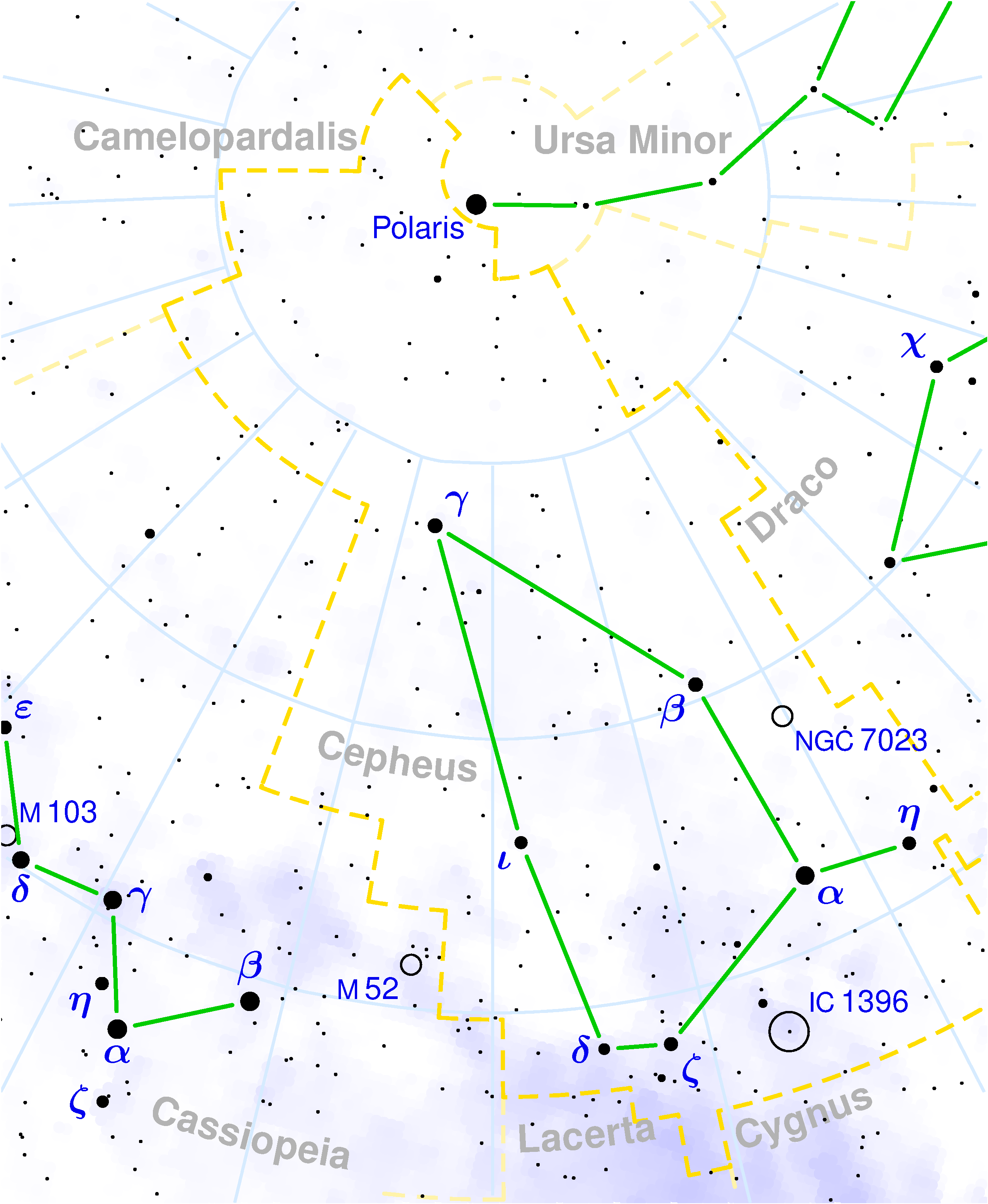
星図：ケフェウス座

ケフェウス座
備前の箕（香川の櫃石島）
『日本の星』130頁

## みずがめ座

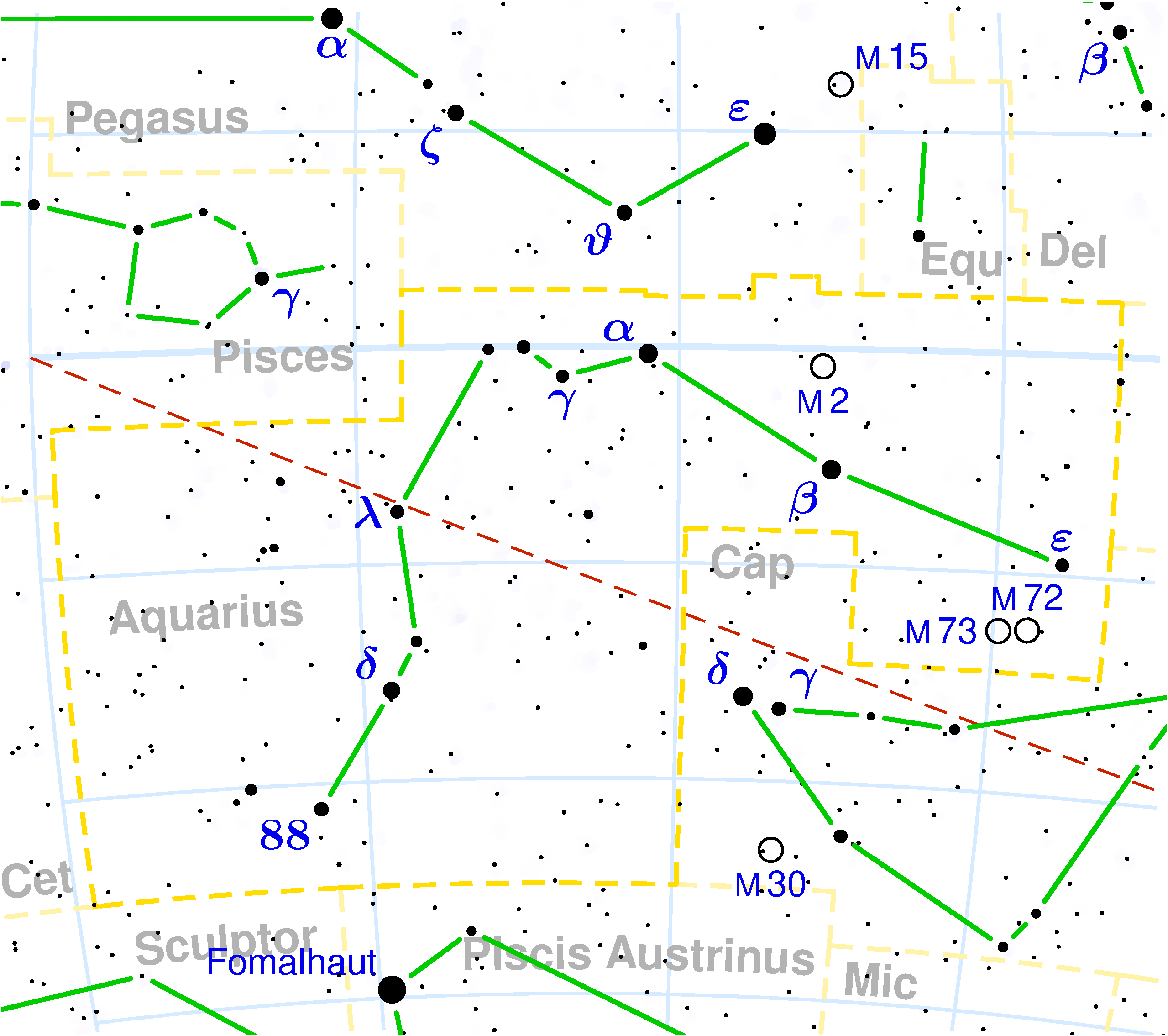
星図：みずがめ座

γ星 - ζ星 - η星 - π星もしくはγ星 - η星 - λ星 - θ星
東京箕トウキョウミ（山口）
『日本の星』129～130・136～138頁

## ケンタウルス座

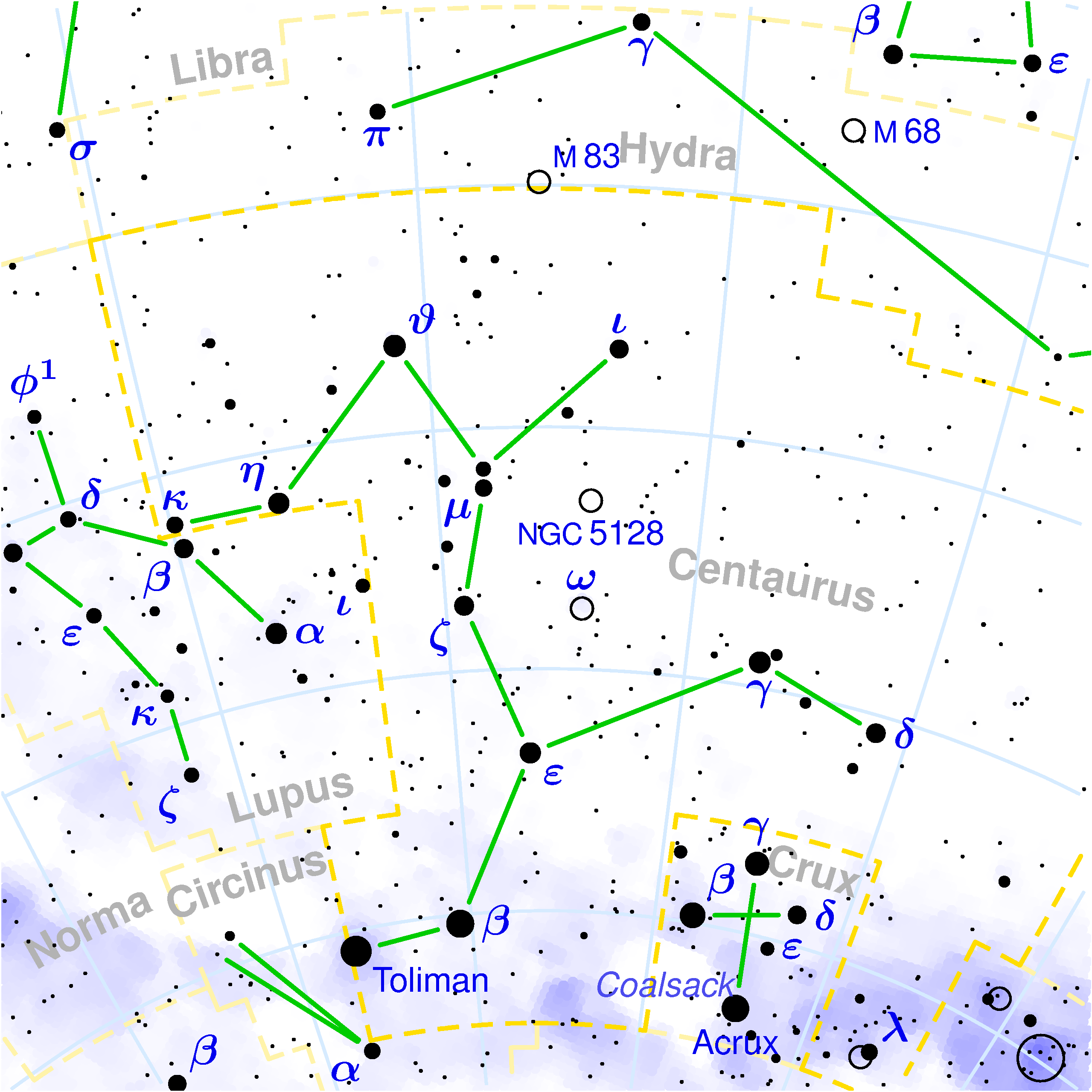
星図：ケンタウルス座

α星 - β星
ハイカブプス・ハイカプス・パイガプシ・ハイガプス（南の星の意。八重山群島）
パイカブシ・ハイカプス（南の星。八重山）
『日本の星』278～279頁、『星座手帖』85頁